# Aeropuerto Internacional de San Francisco
El Aeropuerto Internacional de San Francisco (del inglés: San Francisco International Airport) (IATA: SFO, OACI: KSFO, FAA LID: SFO) es un aeropuerto internacional ubicado a 21 kilómetros (13 millas) al sur del centro de San Francisco, California, Estados Unidos, adyacente a las ciudades de Millbrae y San Bruno en un área no incorporada del Condado de San Mateo. El aeropuerto tiene vuelos a los principales destinos de Norteamérica y es un puerto de entrada importante de Europa y Asia.
SFO es el aeropuerto más grande del Área de la Bahía de San Francisco incluyendo todo el Norte de California y es el segundo más ocupado en el estado de California solo después del Aeropuerto Internacional de Los Ángeles. En 2014, era el séptimo aeropuerto más ocupado de Estados Unidos y el número 21 del mundo por el número de pasajeros. Es el quinto mayor centro de conexiones para United Airlines y funciona como la principal puerta transpacífica de United Airlines. También sirve como base secundaria de operaciones de Alaska Airlines. Es el único centro de mantenimiento de United Airlines, y alberga el Museo y Biblioteca de Aviación Louis A. Turpen.
SFO es propiedad y vigilado por la Ciudad y el Condado de San Francisco, pero está en el Condado de San Mateo. Entre 1999 y 2004, la Comisión del Aeropuerto de San Francisco operó la empresa estatal SFO Enterprises, Inc., para supervisar sus compras comerciales y operaciones de empresas.

## Pistas de aterrizaje
El aeropuerto cubre un área de 21,07 km² (5,207 acres) a una elevación de 4 m (13,1 pies). Cuenta con 4 pistas de asfalto:
- Pista 1L/19R: 2,332 x 61 m (7,650 x 200 pies). Superficie: Asfalto, ha aprobado aproximaciones GPS
- Pista 1R/19L: 2,637 x 61 m (8,650 x 200 pies). Superficie: Asfalto, ILS/DME y Aproximaciones GPS/VOR aprobadas
- Pista 10L/28R: 3,618 x 61 m (11,870 x 200 pies). Superficie: Asfalto, ILS/DME y Aproximaciones GPS aprobadas
- Pista 10R/28L: 3,469 x 61 m (11,381 x 200 pies). Superficie: Asfalto, ILS/DME y Aproximaciones GPS aprobadas[1]

Durante las operaciones normales (aproximadamente el 83 % del tiempo), los aviones que salen utilizan las pistas 01L/01R y las aeronaves que llegan utilizan las pistas 28L/28R. Esta configuración se conoce como el Plan Occidental. Durante otras operaciones, los aviones que salen utilizan las pistas 10L/10R y los aviones que llegan utilizan las pistas 19L/19R. Esta configuración se conoce como
Plan del Sureste.

### Construcción de la zona de seguridad de la pista
En los veranos de 2013 y 2014, las pistas se cerraron en parejas para trabajar en mejoras en las áreas de seguridad de la pista.
Las mejoras realizadas fueron:
- Ampliación de los umbrales de la pista
- Reconstrucción del carril
- Instalación de tecnología de materiales de ingeniería de retención en las pistas de aterrizaje 1L-19R y 1R-19L[11]

## Terminales

Mapa de terminales de SFO.

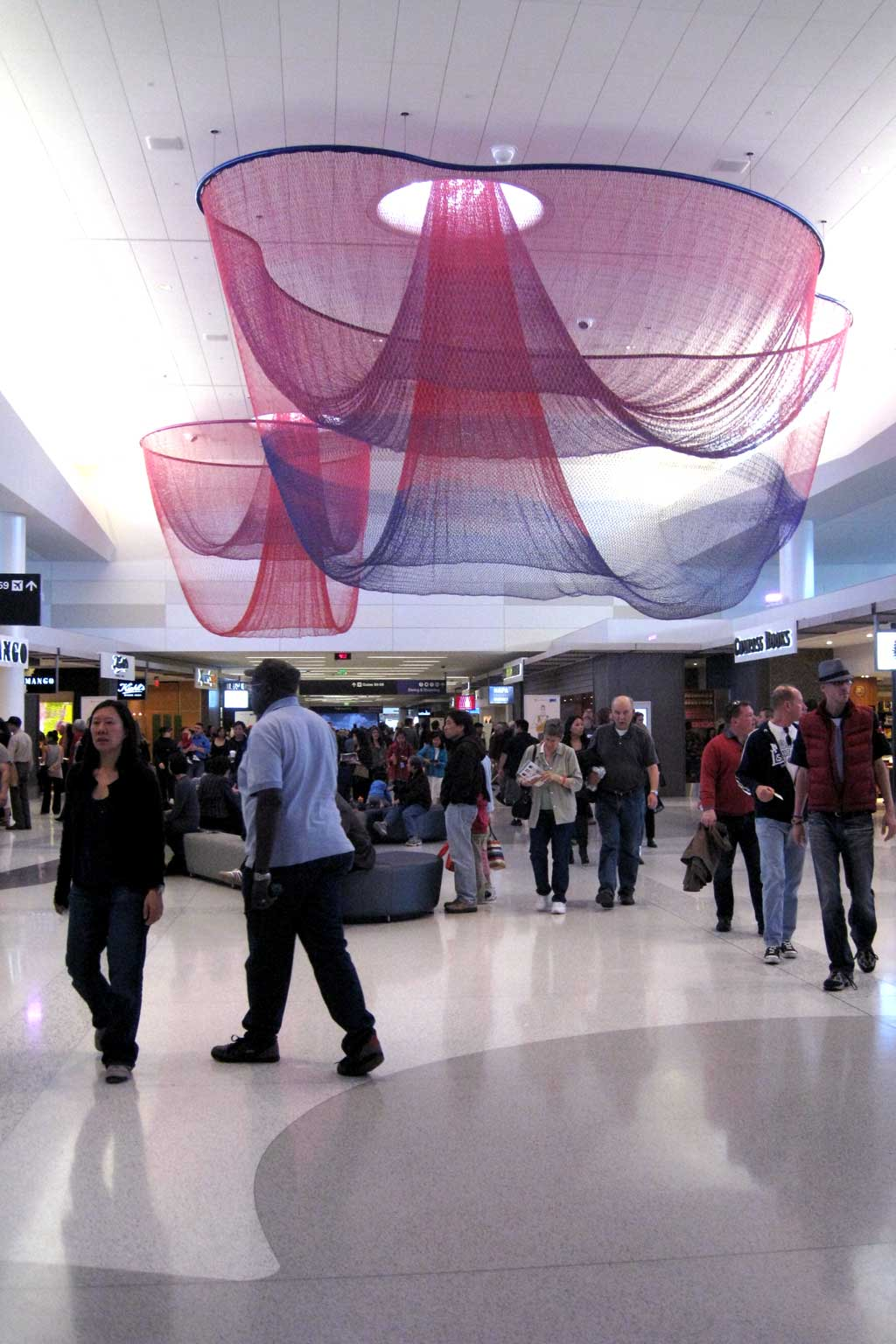
Vista interior de la Terminal 2.

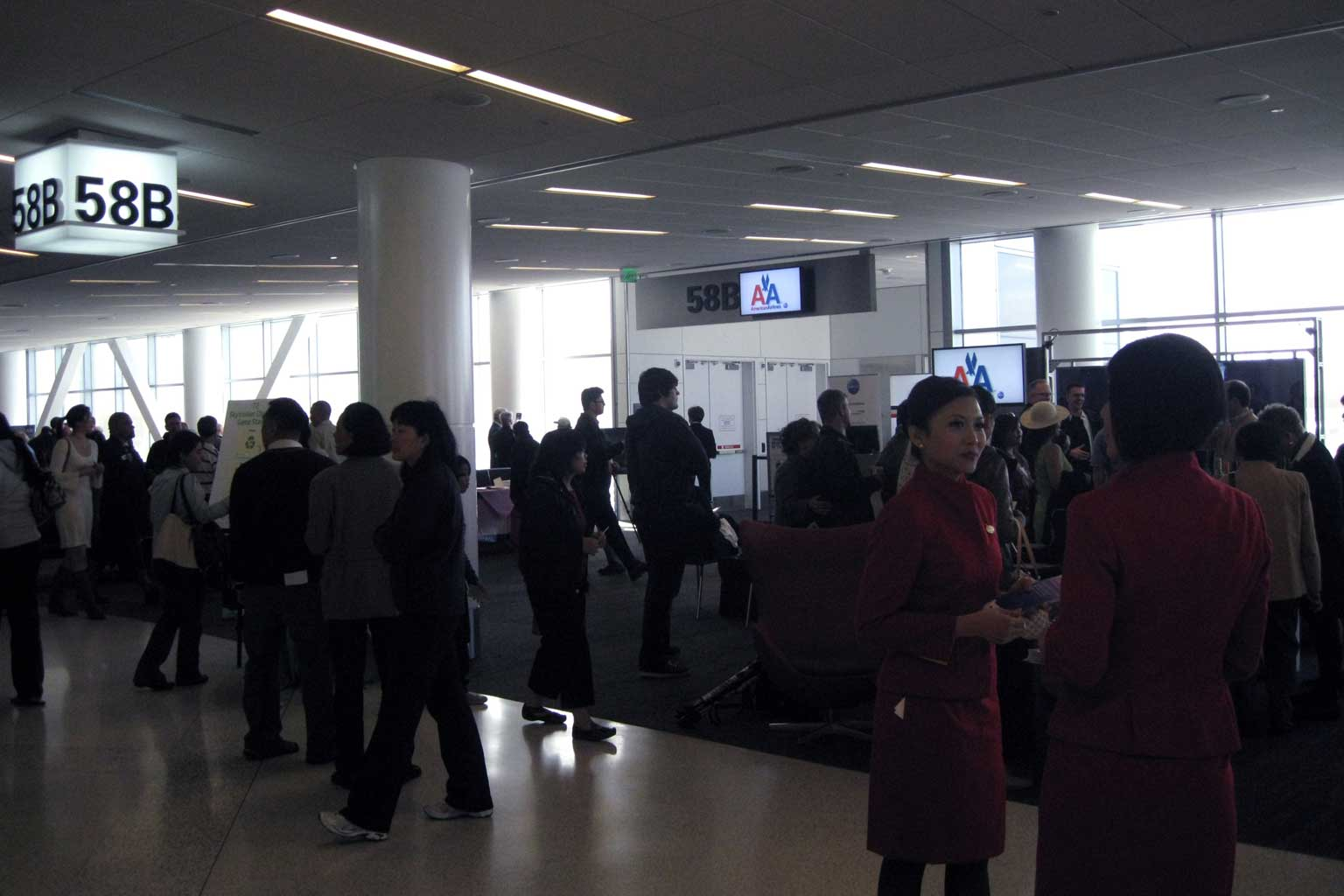
Vista del área de embarque D en la Terminal 2.

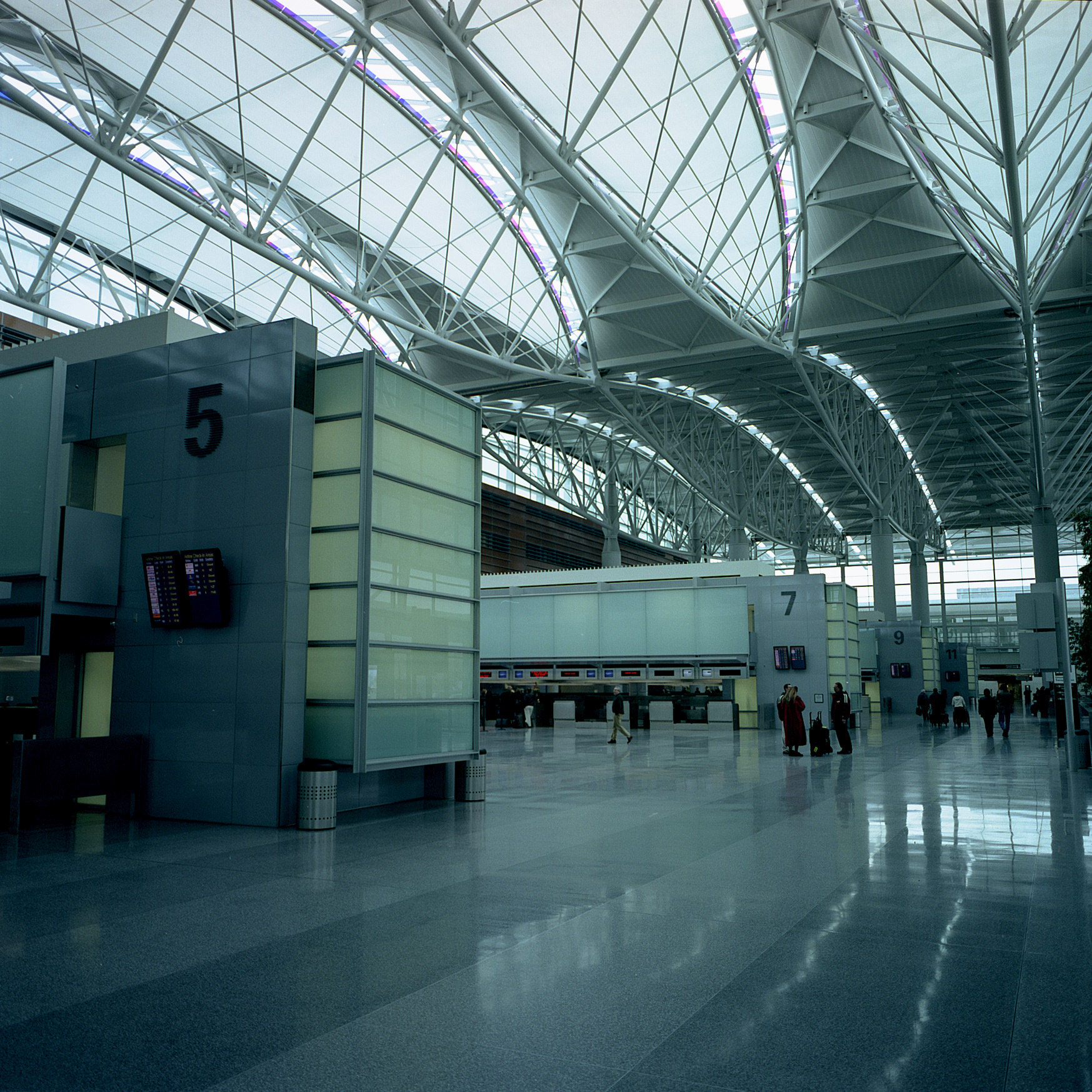
Vista interior del área de documentación de la Terminal Internacional.

El aeropuerto se compone de cuatro terminales (1, 2, 3 e Internacional) y siete salas (de la A a la G) distribuidas alfabéticamente en un anillo antihorario. La terminal 1 (Áreas de Embarque B y C), la Terminal 2 (Área de Embarque D) y la Terminal 3 (Áreas de Embarque E y F) manejan los vuelos nacionales (incluidos los vuelos con predespacho de aduana de Canadá). La Terminal Internacional (Áreas de Embarque A y G) maneja los vuelos internacionales y algunos nacionales.

### Conectores del lado aire
Existen dos conectores en el lado aire que permiten a los pasajeros moverse (después de la seguridad) entre edificios de terminales adyacentes. Un conector corto del lado aire conecta el área de embarque F de la T3 (adyacente al salón Centurión de Amex) al área de embarque G de la Terminal Internacional G. Un pasaje de 500 pies del lado aire conecta el Área de embarque C de la T1 a la T2.
No hay conectores del lado aire entre: la T1 y el Área de Embarque A Internacional; la T2 y la T3; las Áreas de Embarque Internacional A y G (la zona terminal principal de la Terminal Internacional separa las dos áreas de abordaje). Aproximadamente entre 2020 y 2022, se habrá completado la demolición y reconstrucción de la parte sur de la T1 (área de embarque B) y se agregará un conector del lado aire al área de embarque internacional A.

### Terminal 1
Antiguamente conocida como "Terminal Sur", la Terminal 1 está compuesta por el Área de Embarque B, que tiene 24 puertas (puertas 20-23, 24A-B, 25-31, 32A-C, 33-35, 36A-B, 39) y el Área de Embarque C, que tiene 10 puertas (puertas 40-44, 45A-B y 46-48). Una tercera área de embarque, la Rotonda A, fue demolida en 2007. La primera versión de la terminal, que costó $14 millones de dólares, abrió sus puertas en 1963 y la Rotonda A abrió sus puertas en 1974. La terminal fue diseñada por Welton Becket. La terminal se sometió a una renovación de $150 millones de dólares diseñada por Howard A. Friedman and Associates Marquis Associates y Wong &
Brocchini que se completó en 1988.
A partir de finales de 2015, la Terminal 1 será reconstruida en un proyecto de $2.4 mil millones de dólares para modernizar el vestíbulo y añadir puertas. El proyecto multi-fases producirá un total de 24 puertas cuando sea completado en 2024 (el Área de Embarque B existente tiene menos de 20 puertas utilizables), incluyendo un conector FIS seguro a las instalaciones aduanales existentes en el Terminal Internacional. Esto agregará, efectivamente, dos nuevas puertas que pueden ser usadas para manejar llegadas internacionales.

### Terminal 2
La Terminal 2, anteriormente conocida como la "Terminal Central", abrió sus puertas en 1954 como la principal terminal del aeropuerto. Después de una reconstrucción drástica diseñada por Gensler, reemplazó la Rotonda A como la terminal internacional de SFO en 1983 y fue cerrada para la renovación indefinida cuando la terminal internacional actual se abrió en 2000. Su única sala es el área de embarque D, que tiene 14 puertas (puertas 50, 51A, 51B, 52, 53, 54A, 54B, 55, 56A, 56B, 57, 58A, 58B, 59). La torre de control y la mayoría de las oficinas de operaciones estaban (y todavía se encuentran) en los niveles superiores, y las áreas de salida y llegada servidas por pasarelas entre la Terminal 1 y la Terminal 3.
El 12 de mayo de 2008, se anunció un proyecto de renovación de $383 millones de dólares, que incluía una nueva torre de control, el uso de materiales ecológicos y una modernización sísmica.
La terminal recientemente renovada también diseñada por Gensler ofrece instalaciones de arte permanente de Janet Echelman, Kendall Buster, Norie Sato, Charles Sowers y Walter Kitundu. Terminal 2 set accolades by being the first U.S. airport to achieve LEED Gold status. La Terminal 2 se destacó por ser el primer aeropuerto de los Estados Unidos en alcanzar el estatus LEED Gold. La terminal reabrió el 14 de abril de 2011, con Virgin America (después Alaska Airlines) y American Airlines compartiendo la nueva terminal de 14 puertas compartidas. Los mostradores de documentación de American se ha consolidado en la T2, pero la operación de American se divide entre el Área de Embarque D de la T2 y el Área de Embarque C de la T1 (conectadas a través de un conector de lado aire). La Terminal 2 alberga un salón VIP Admirals Club.

### Terminal 3
Antiguamente conocida como la "Terminal Norte", la Terminal 3 tiene el Área de Embarque E que tiene 10 puertas (puertas 60-69) y el Área de Embarque F que tiene 29 puertas (puertas 70, 71A-B, 72-76, 73A, 77A-C, 78 83, 84A-D, 85-90 y 87A). Esta terminal de $82.44 millones de dólares diseñada por San Francisco Airport Architects (una empresa conjunta de John Carl Warneeke and Associates, Dreyfus y Blackford y otros arquitectos) es usada para los vuelos nacionales de United Airlines. Los vuelos de United utilizan ambas áreas de embarque, mientras que los vuelos regionales United Express utilizan el área de embarque F. El área de embarque F se abrió en 1979 y el Área de embarque E abrió sus puertas en 1981. American Airlines y Air Canada ocuparon el Área de Embarque E hasta que fue cerrada por remodelación en 2011. Reabrió el 28 de enero de 2014. El proyecto movió una puerta desde el Área de Embarque F hasta el Área de Embarque E para proporcionar un total de diez posiciones de estacionamiento de aeronaves. Como parte del plan capital del aeropuerto de FY 2010/11 - FY 2014/15, la Terminal 3 será renovada. Esta renovación incluye mejoras arquitectónicas, renovaciones estructurales, reemplazo de sistemas HVAC, reparación de techos y alfombras nuevas. Hay dos United Club en la Terminal 3 —uno cerca de la rotonda para el Área de Embarque F y otro en el inicio del Área de Embarque E—. La Terminal 3 también alberga el Centurion Lounge de American Express, ubicado frente a la Puerta 74.

### Terminal Internacional

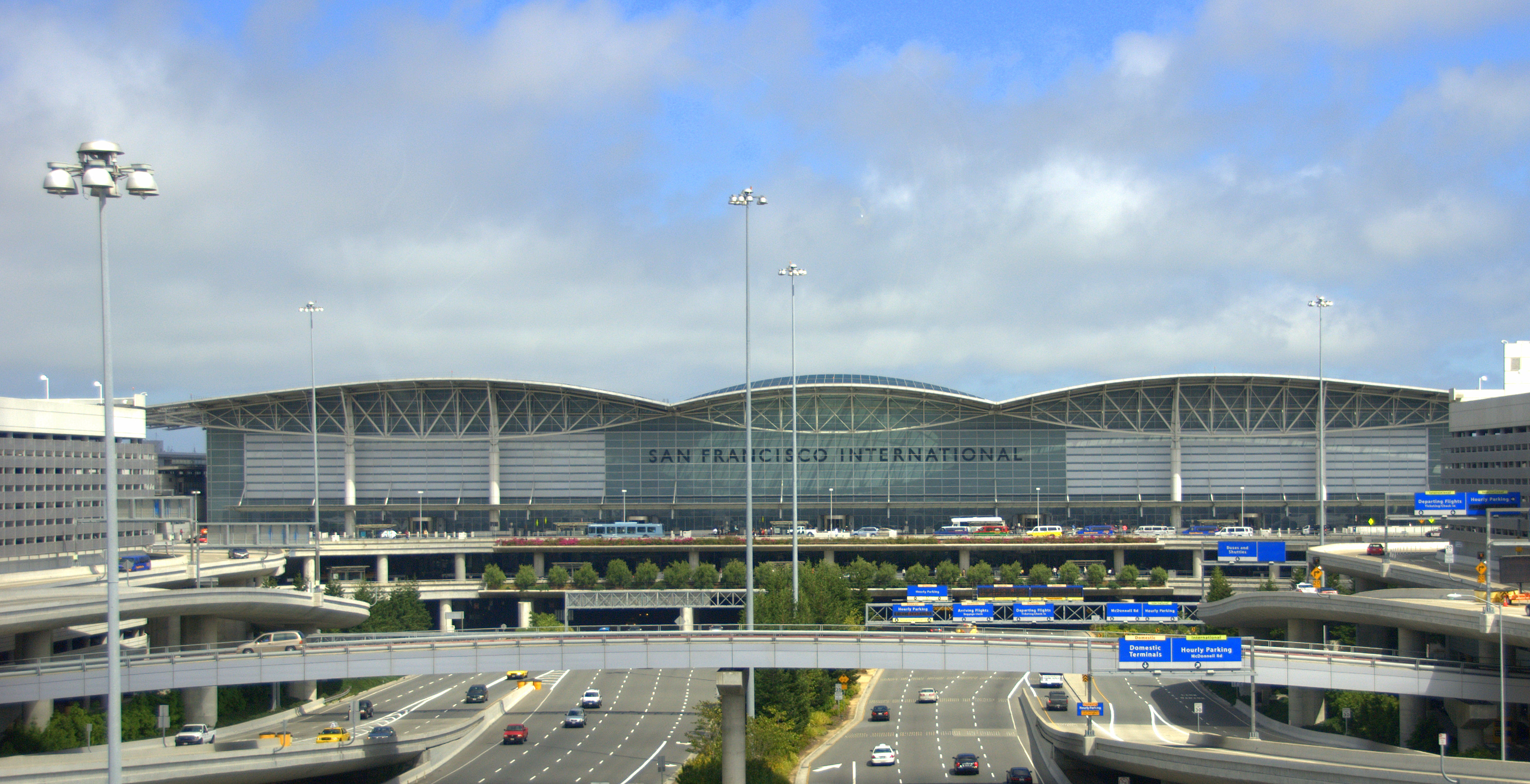
La Terminal Internacional.

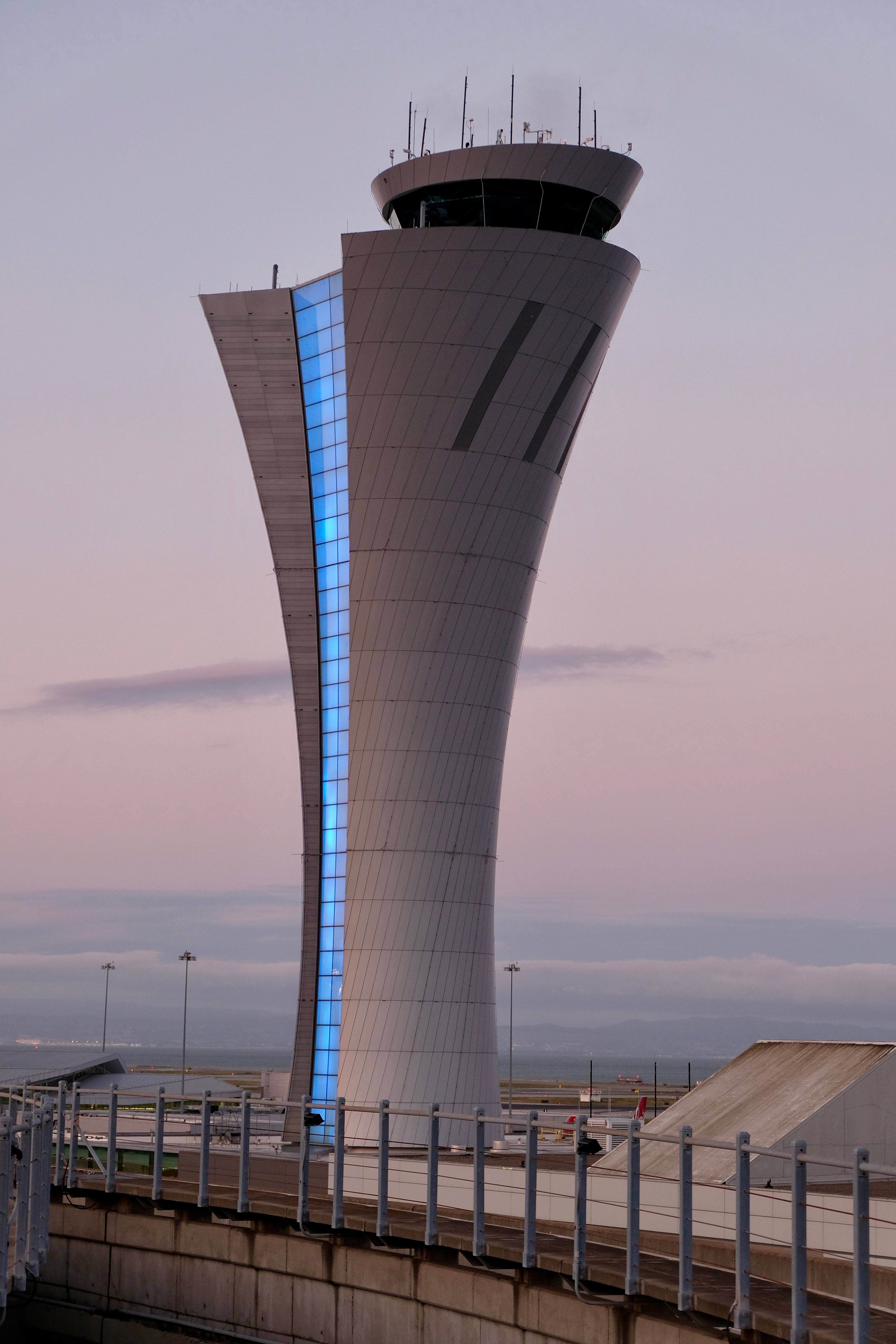
Nueva torre de control (fotografiada en 2018).

La terminal internacional se compone de las áreas de embarque A y G. La terminal fue diseñada por Craig W. Hartman de Skidmore, Owings and Merrill e inaugurada en diciembre de 2000 para reemplazar la sección de salidas internacionales de la Terminal 2. Es la terminal internacional más grande en Norteamérica, y es el edificio más grande en el mundo construido con aislamiento sísmico sobre su base para proteger contra los terremotos. El servicio de alimentos se centra en versiones de servicio rápido de los principales restaurantes del área de la Bahía de San Francisco, siguiendo otras terminales de SFO. Los planificadores trataron de hacer del aeropuerto un destino en sí mismo y no solo para los viajeros que están pasando por la ciudad. La terminal internacional es una instalación de uso común, con el fin de que todas las puertas y todas las áreas de documentación sean compartidas entre las líneas aéreas internacionales y varias compañías nacionales. Los equipos terminales de uso común (ETUC) se utilizan en los mostradores de documentación y en las puertas. Todas las llegadas y salidas internacionales son manejadas aquí (excepto los vuelos con predespacho de aduana). La Terminal Internacional alberga la estación del BART, adyacente al área que conduce al Área de Embarque G. La Clínica Médica de SFO está ubicada al lado del área de control de seguridad del Área de Embarque A. Todas las puertas de esta terminal tienen al menos dos pasarelas de acceso a aeronaves, excepto las puertas A2 y A10, que tienen una. Las puertas A1, A3 y A11 pueden acomodar dos aeronaves. Seis de las puertas están diseñadas para el Airbus A380, lo que convierte a SFO en uno de los primeros aeropuertos del mundo con tales puertas cuando fue construido en 2000. Las puertas A9 (9A, 9B, 9C) y G101 (101A, 101B, 101C) tienen tres pasarelas de acceso a aeronaves para el embarque. Otras cuatro puertas tienen dos pasarelas de acceso a aeronaves equipadas para el servicio A380.
A partir de abril de 2016, Air France, British Airways, Emirates, y Lufthansa operan el Airbus A380, que es el mayor avión comercial de pasajeros en el mundo. Singapore Airlines operó alguna vez el A380 en SFO, pero actualmente utiliza el Boeing 777-300ER para su servicio a Singapur-Changi a través de Seúl o Hong Kong.
La Terminal Internacional completó un anillo continuo de terminales, rellenando la última brecha restante al oeste de las terminales entonces existentes. Su geometría requirió que la estructura de la terminal fuera construida sobre la carretera de acceso principal, con un costo enorme, incluyendo la construcción de las rampas dedicadas para la conectividad a la carretera 101. El diseño y la construcción de la terminal internacional fueron de Skidmore, Owings y Merrill, Del Campo & Maru Architects, Michael Willis Associates y construido por Tutor Perini (edificio de la terminal principal), Hellmuth, Obata & Kassabaum en asociación con Robin Chiang & Company, Robert B. Wong Architects y construido por Tutor Perini (área de embarque G), y Gerson/Overstreet Architects y construido por Hensel Phelps Construction (área de embarque A). Los contratos fueron adjudicados después de un concurso de arquitectura.
Los vuelos internacionales operados por las aerolíneas de Star Alliance, con algunas excepciones, se asignan a las 15 puertas del Área de Embarque G (G91, G92-G92A, G93-G98, G99-G99A, G100, G101-G101A, G102) y tres posiciones remotas de estacionamiento. Las excepciones incluyen: Asiana Airlines y Avianca El Salvador, que han sido designadas al Área de Embarque A; y las aerolíneas sin alianza Aer Lingus, Fiji Airways, WestJet (vuelos selectos) y WOW air, que utiliza esta área de embarque. Todos los vuelos internacionales de United y vuelos nacionales selectos se embarcan y desembarcan en el Área de Embarque G. Cuando todas las puertas en el área de embarque internacional designada por las aerolíneas estén llenas, los pasajeros abordarán o despegarán del área de embarque internacional opuesta.
Los vuelos internacionales operados por SkyTeam, Oneworld y las aerolíneas sin alianza, con algunas excepciones, embarcan y desembarcan en las 13 puertas del Área de Embarque A (puertas A1-A10, A11-A11A, A12). Algunas excepciones a esto incluyen: las aerolíneas de Star Alliance Asiana Airlines y Avianca El Salvador, ambas que operan fuera de esta área de embarque; y las aerolíneas sin alianza Aer Lingus, Fiji Airways, WestJet (vuelos selectos) y WOW air, que les han designado las puertas situadas en el Área de Embarque G. El Área de Embarque A también es utilizada por las aerolíneas nacionales Alaska Airlines, JetBlue Airways, Sun Country Airlines y Hawaiian Airlines.
Air Canada, Aer Lingus, Etihad Airways y WestJet son compañías aéreas internacionales que operan desde aeropuertos con predespacho de aduana, permitiendo a los pasajeros que llegan, saltar la espera de aduanas y migración y salir del aeropuerto desde el nivel de salida.
Las dos principales designaciones para la Terminal Internacional son "I" e "INTL" (abreviaturas de "International"). A menudo, los itinerarios de viaje dicen "T-I", y esto ha llevado a casos en los que los pasajeros interpretan mal el "I" como terminal 1, especialmente porque tanto el área de embarque A como el área de embarque G se utilizan para un número limitado de vuelos nacionales.

## Aerolíneas y destinos

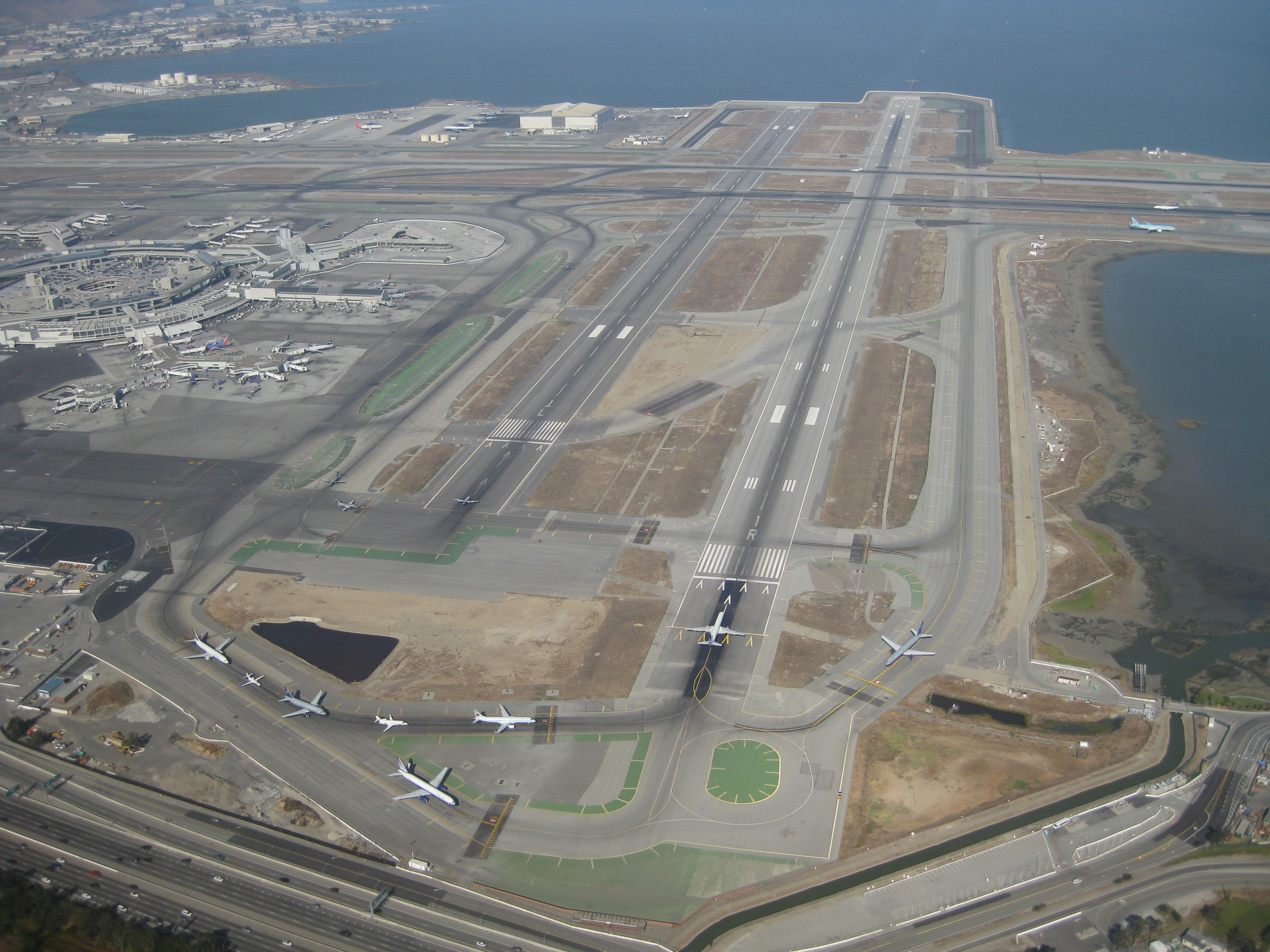
Línea de despegue en la pista 1L y 1R

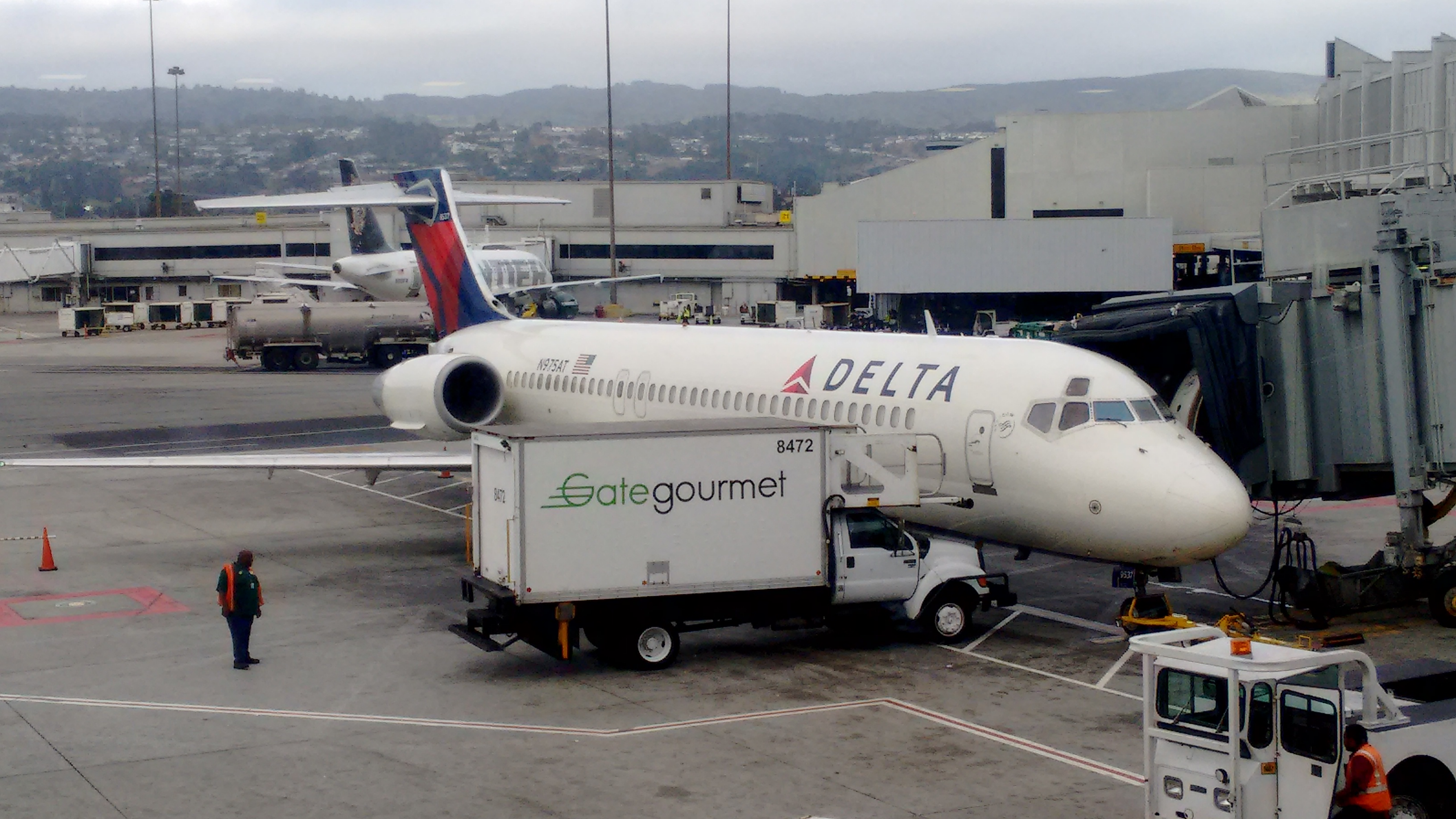
Un Boeing 717 de Delta Air Lines estacionado en la puerta 40 del área de abordaje C.

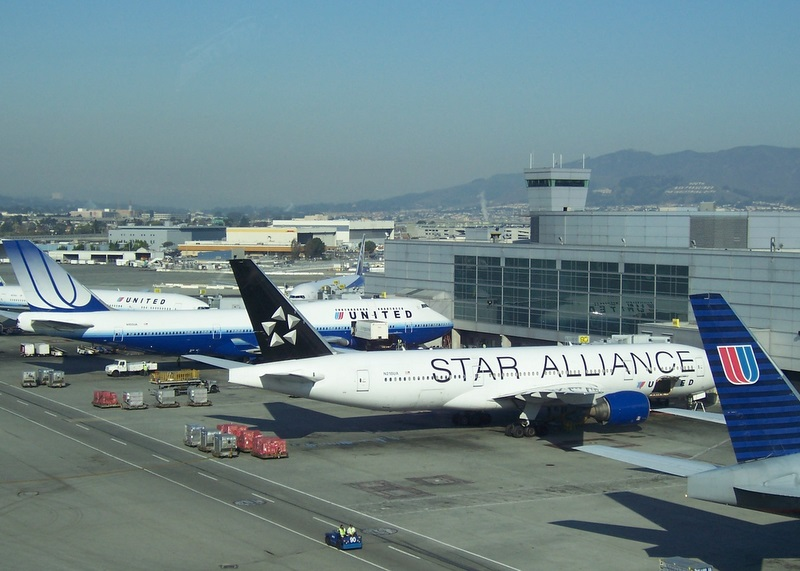
Un conjunto de aviones de United Airlines estacionados en la Terminal Internacional, incluyendo tres Boeing 777-200, un Boeing 747-400 y un Boeing 777-300ER de All Nippon Airways.

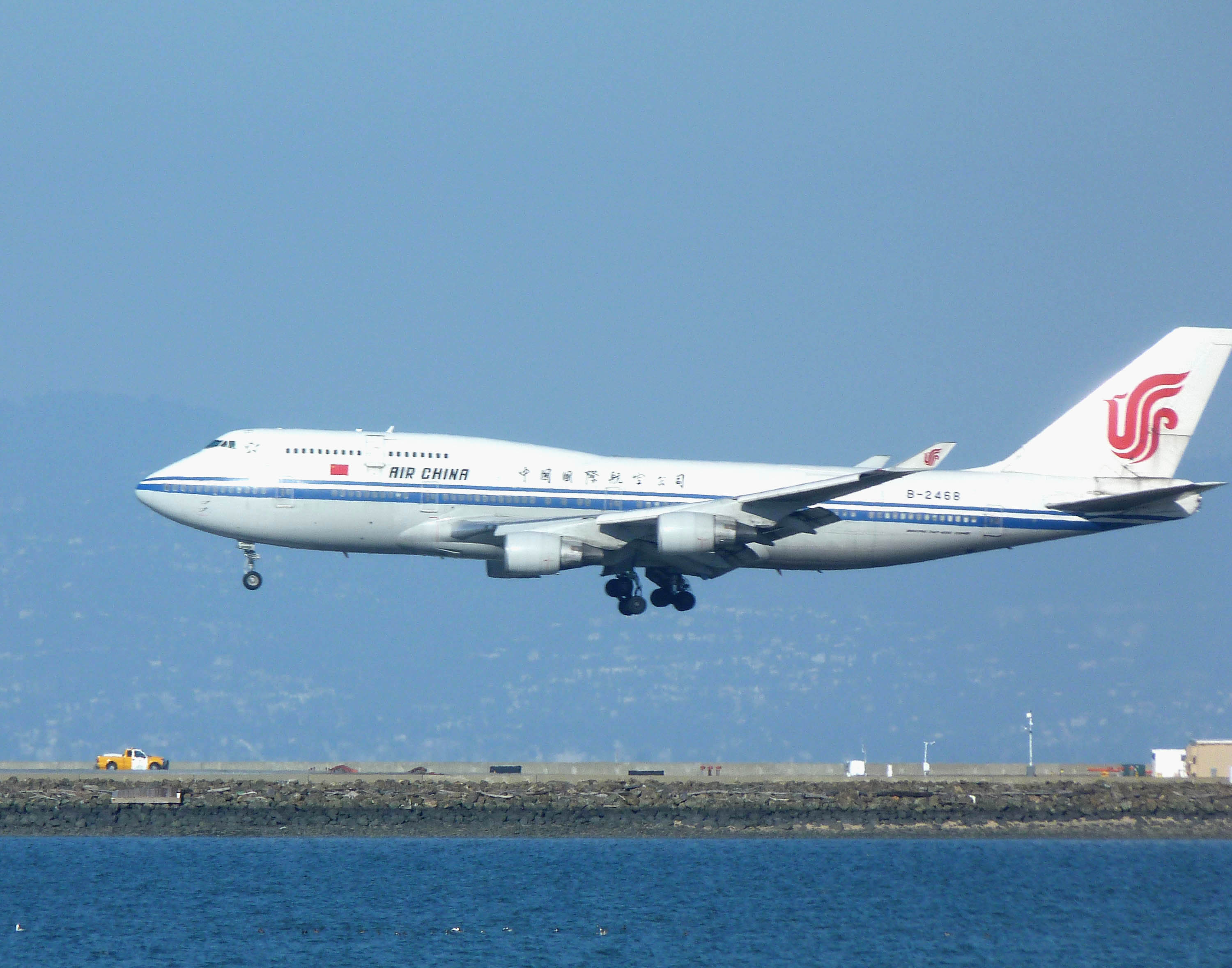
Un aterrizaje de un Boeing 747-400 de Air China.

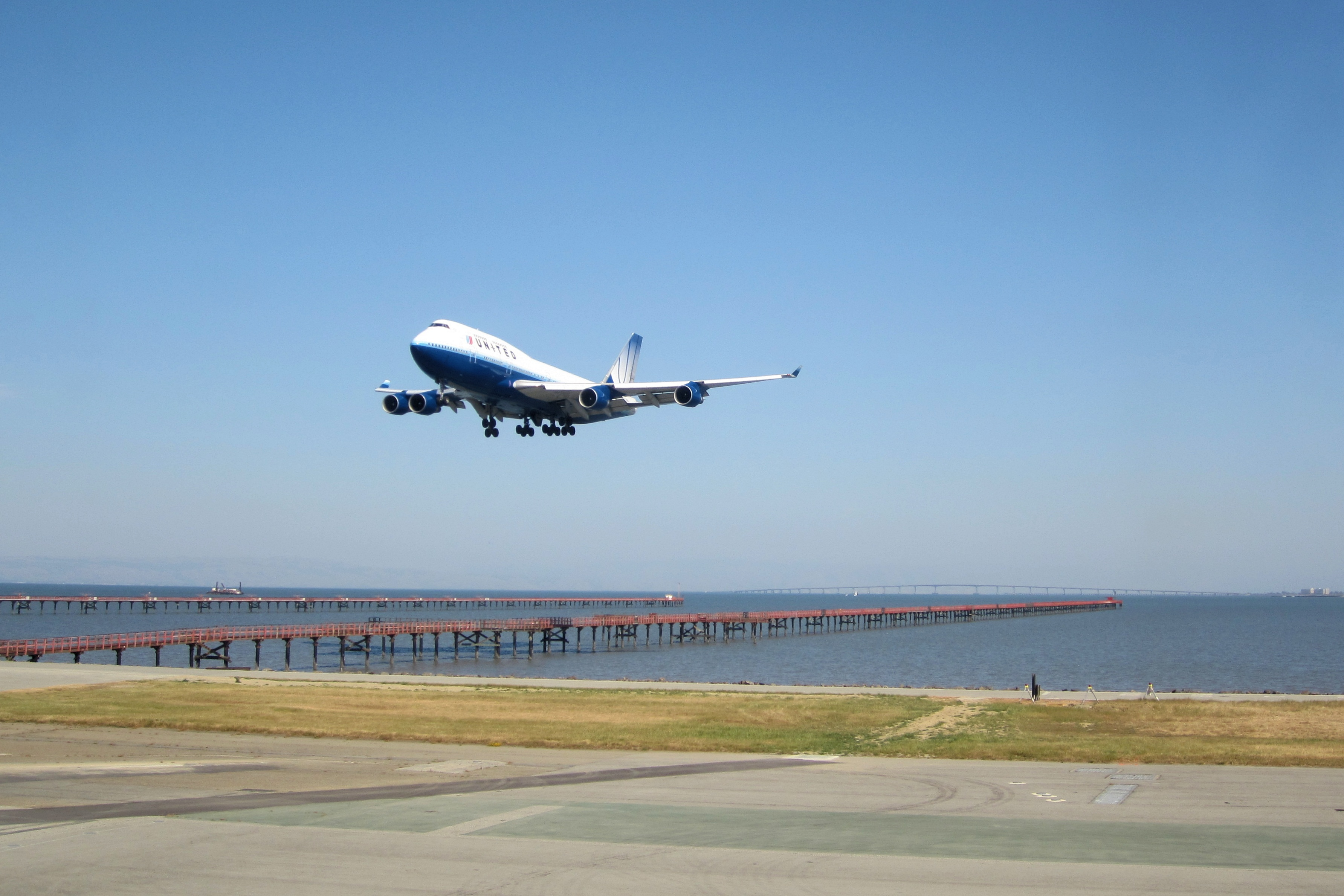
Un Boeing 747-400 de United Airlines en colores "Blue Tulip" aterrizando desde el sureste.

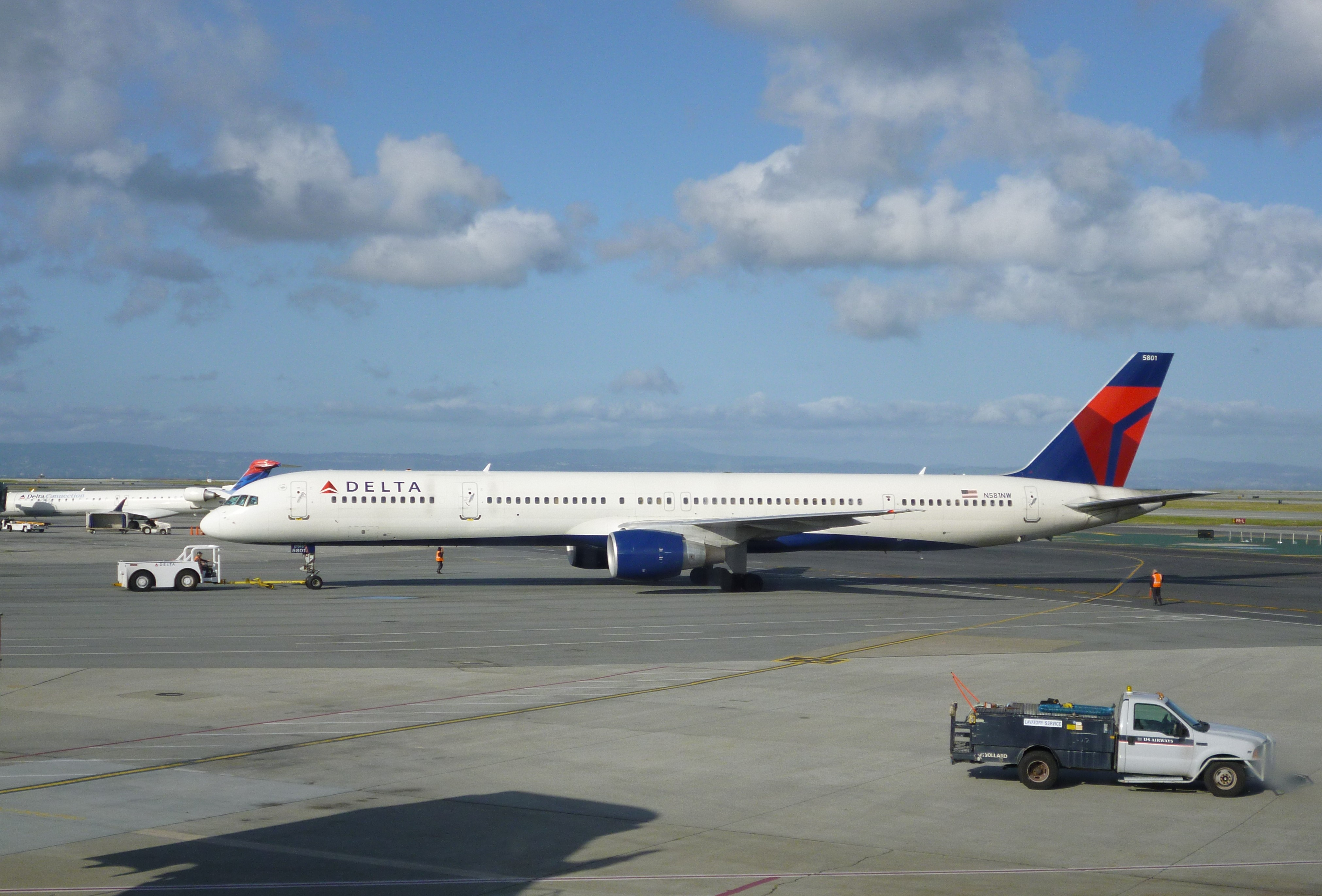
Un Boeing 757-300 de Delta Air Lines rodando.

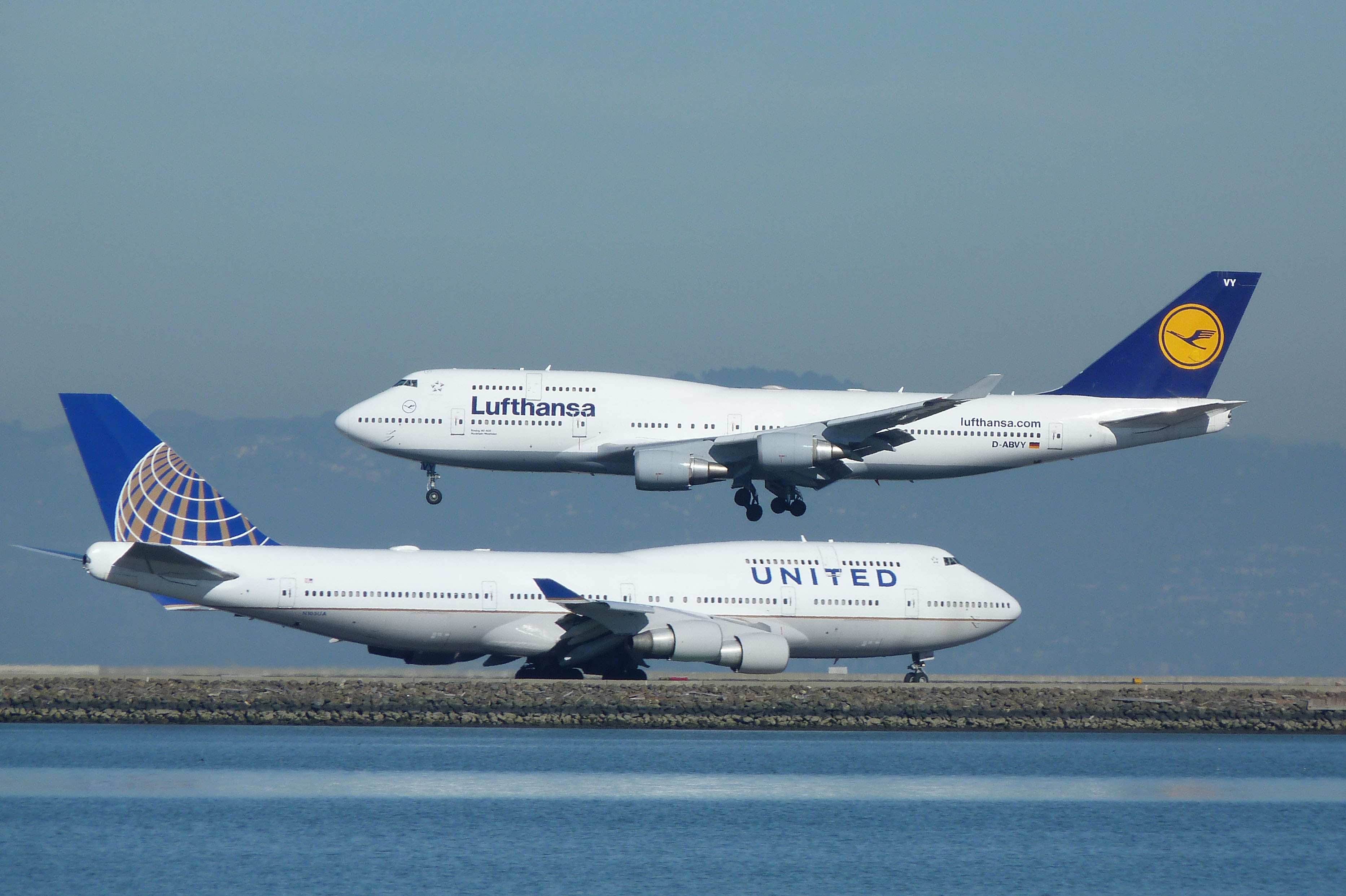
Un Boeing 747-400 de United Airlines rodando mientras un Boeing 747-400 de Lufthansa aterriza.

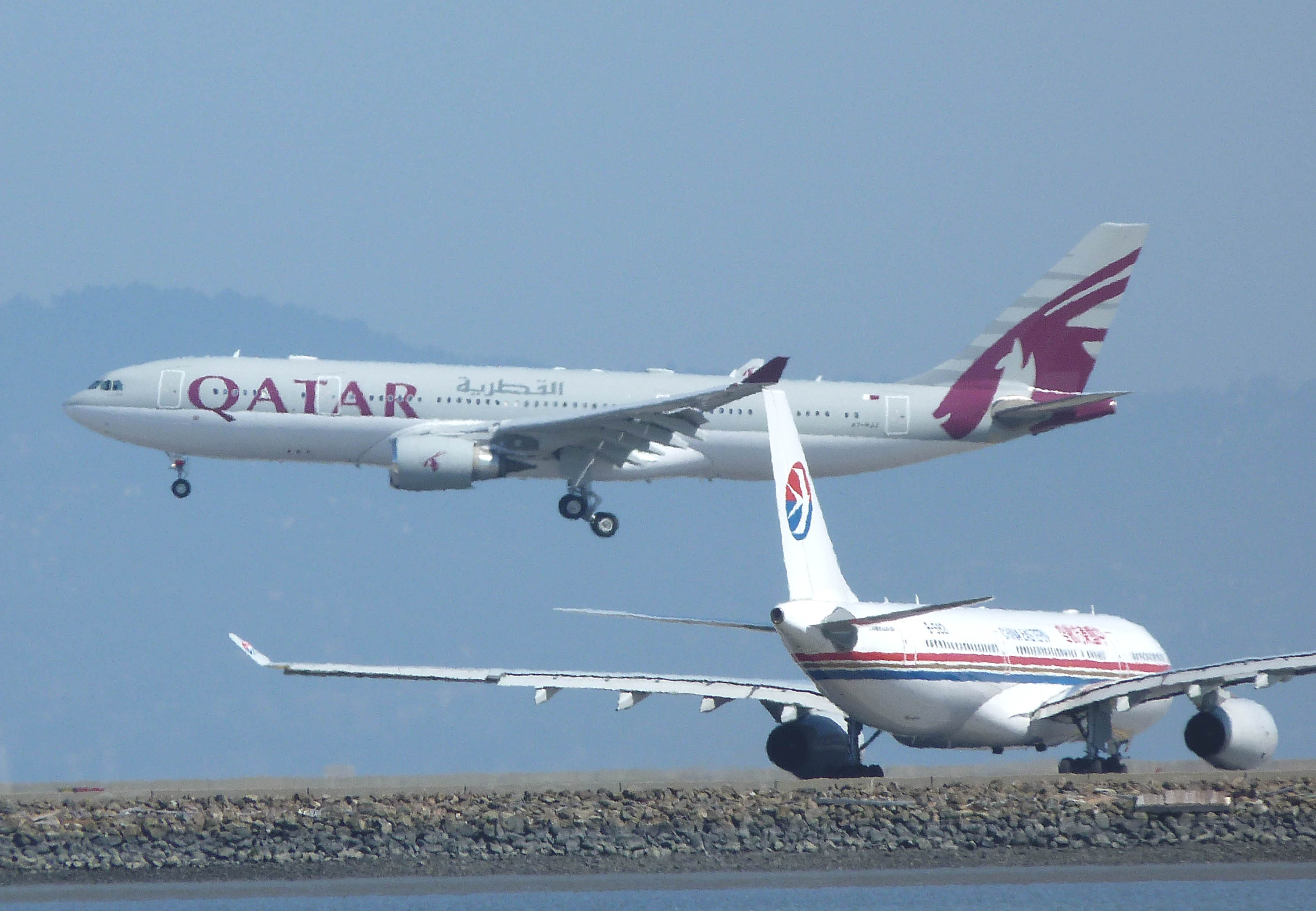
Un Airbus A330-200 de Qatar Airways aterriza mientras un Airbus A330-200 de China Eastern Airlines rueda.

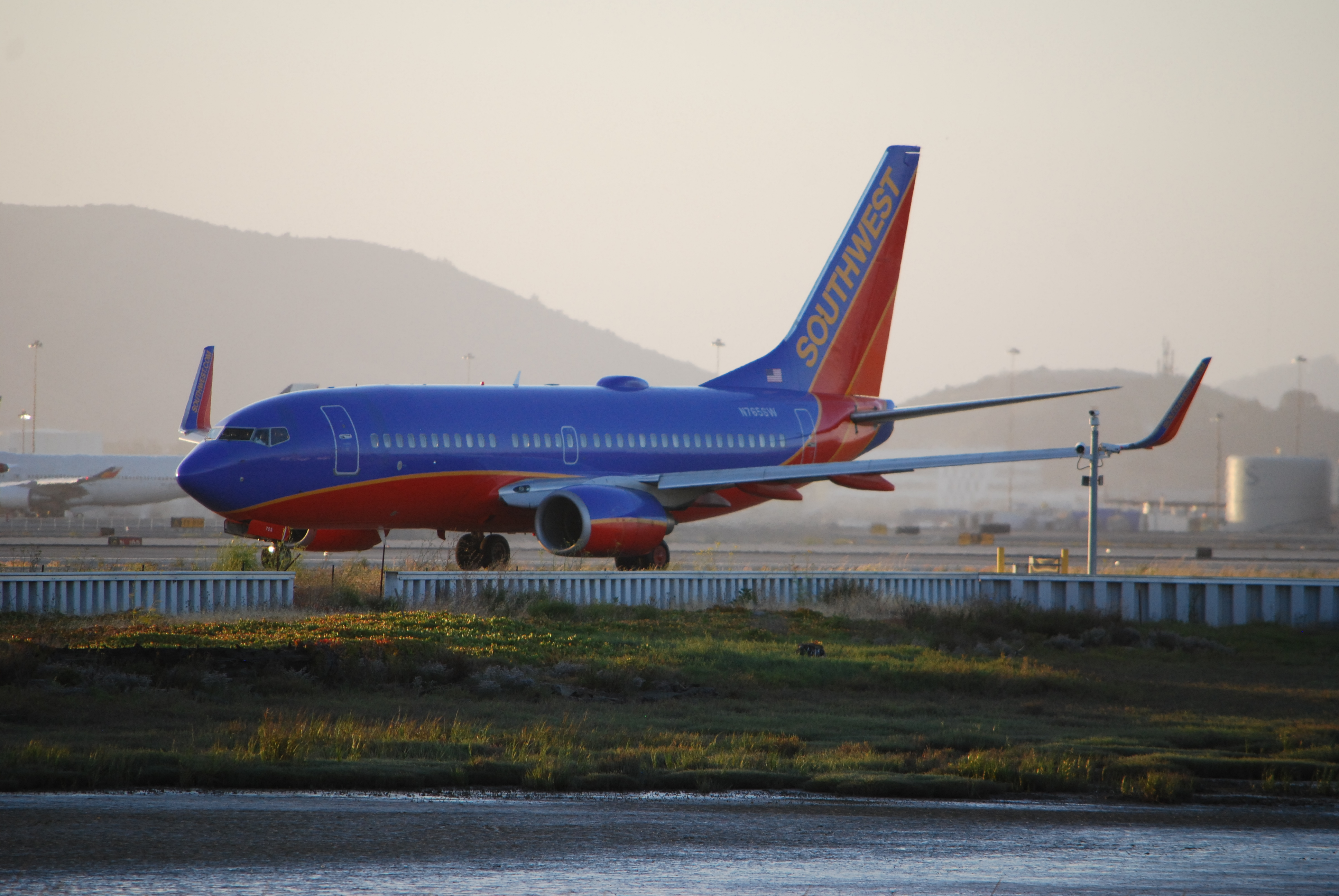
Un Boeing 737-700 de Southwest Airlines se prepara para despegar.

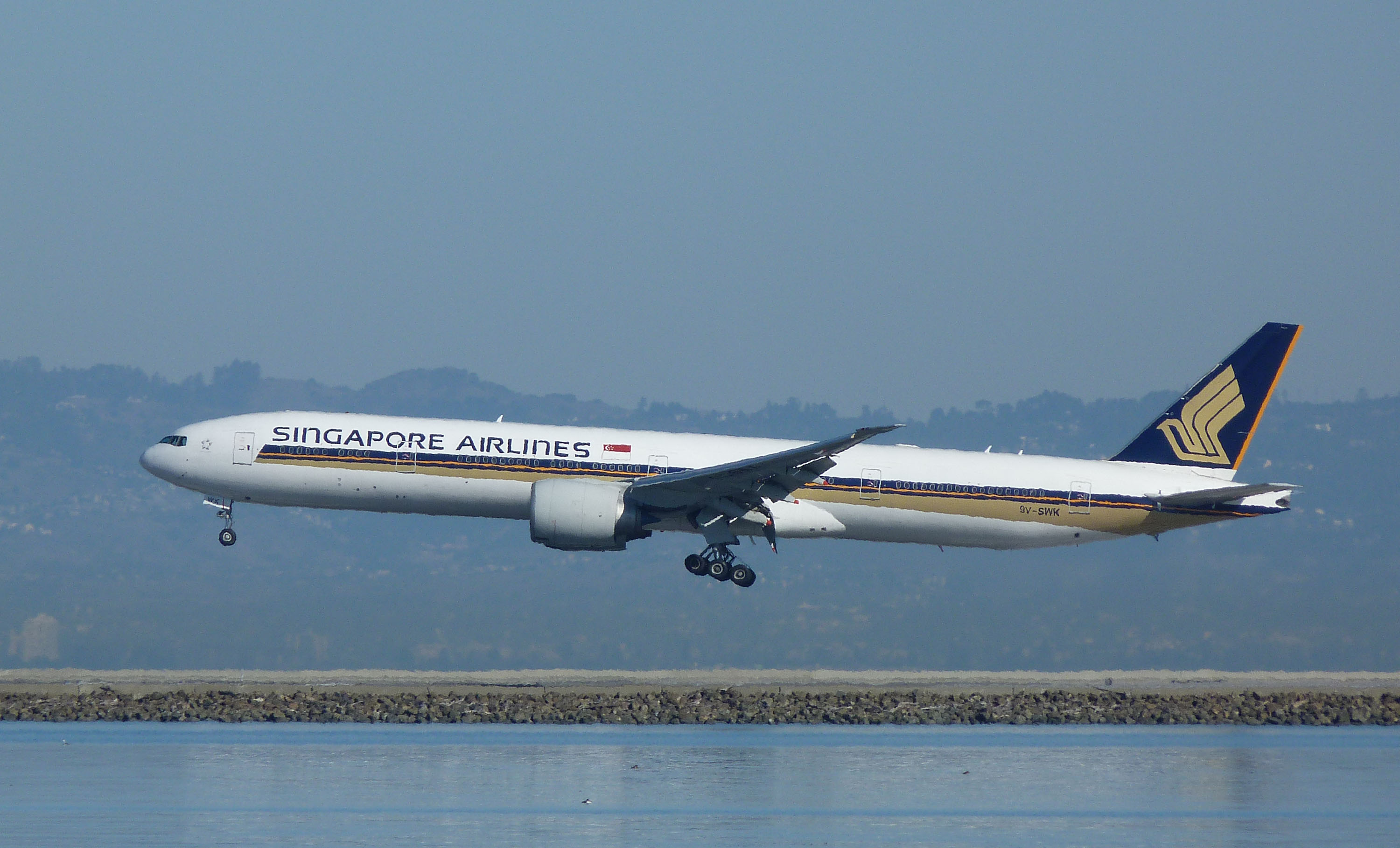
Un Boeing 777-300ER de Singapore Airlines aterrizando.

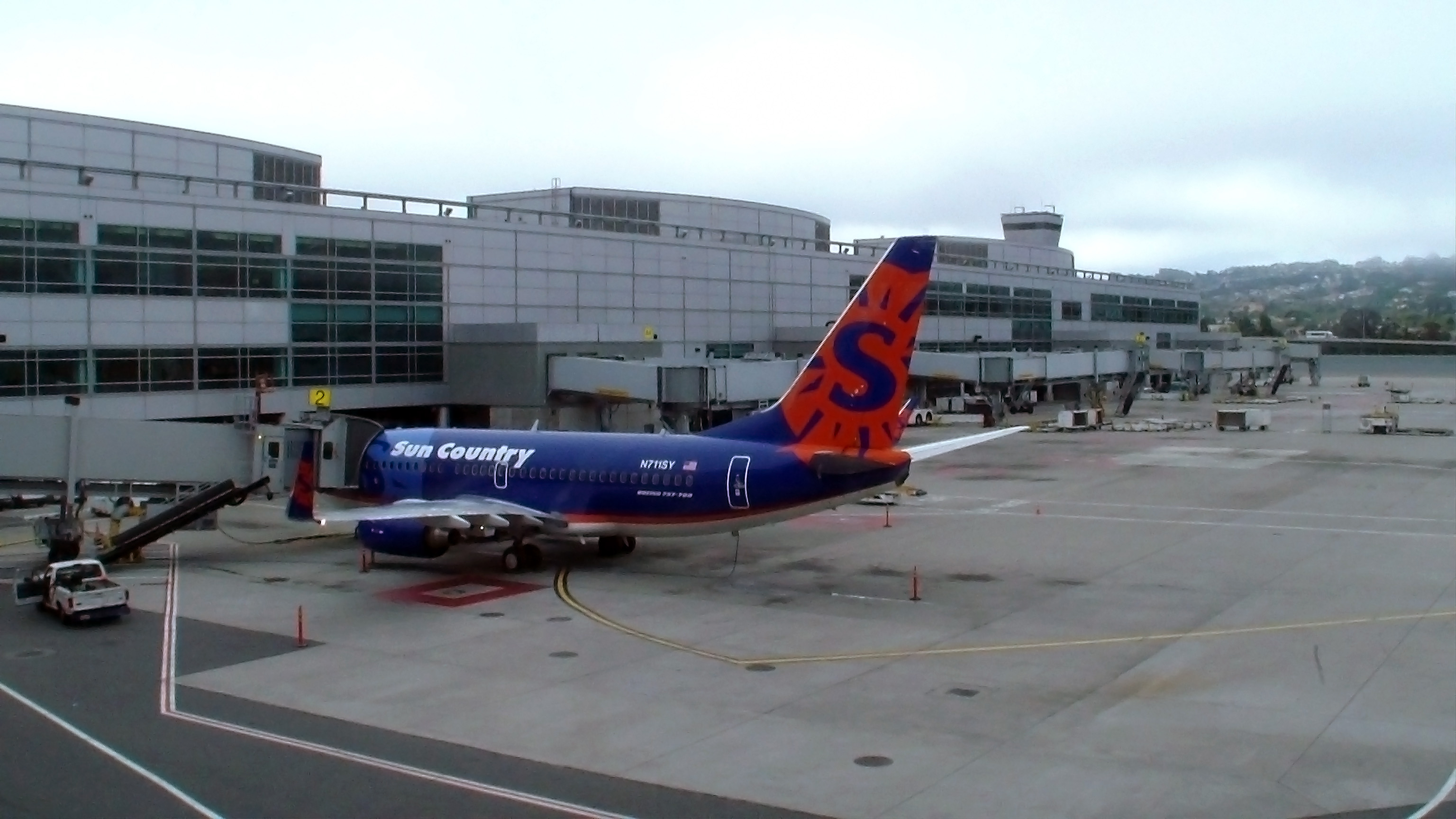
Terminal Internacional A y un Boeing 737-700 de Sun Country Airlines visto en la mañana.

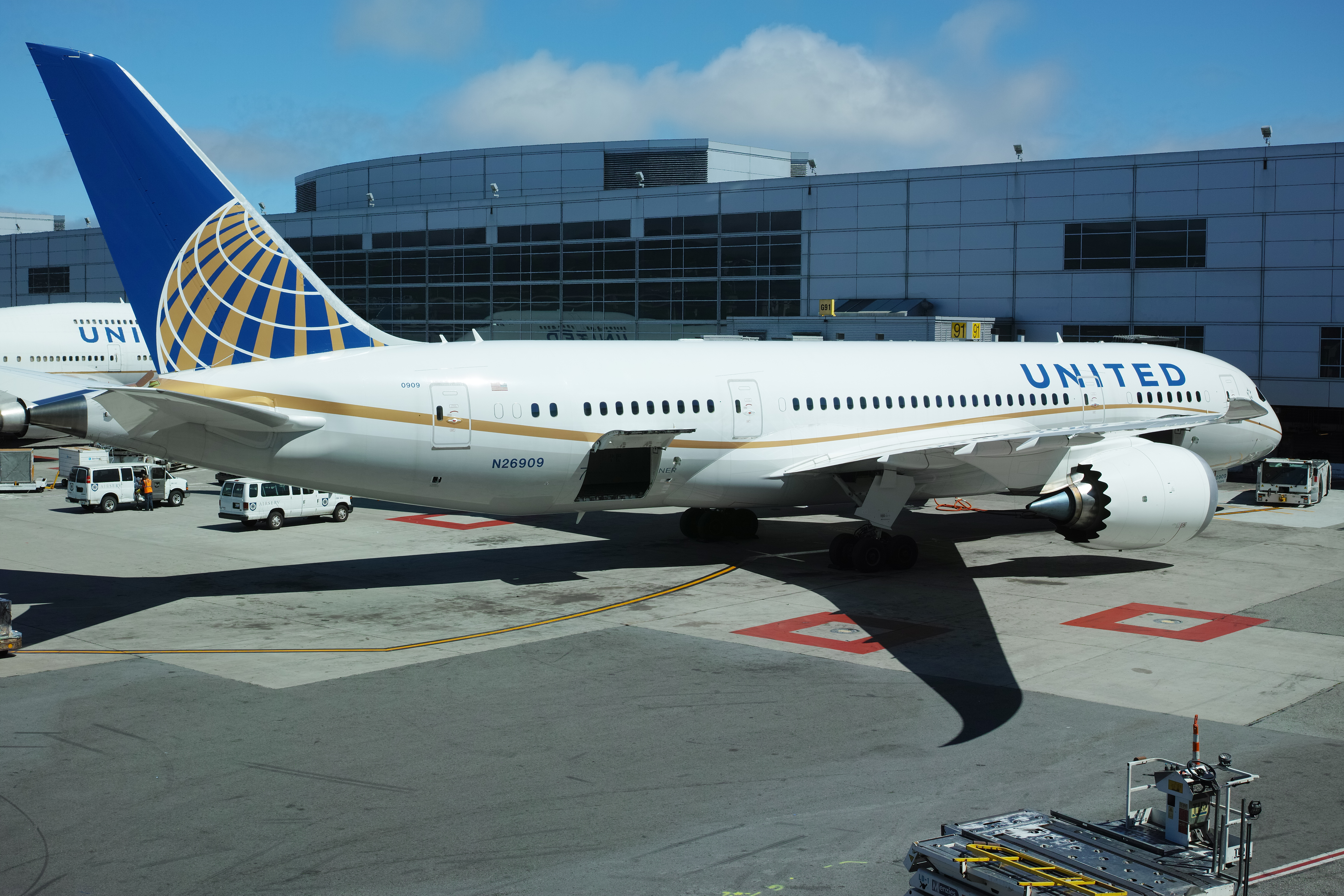
Un Boeing 787-8 de United Airlines.

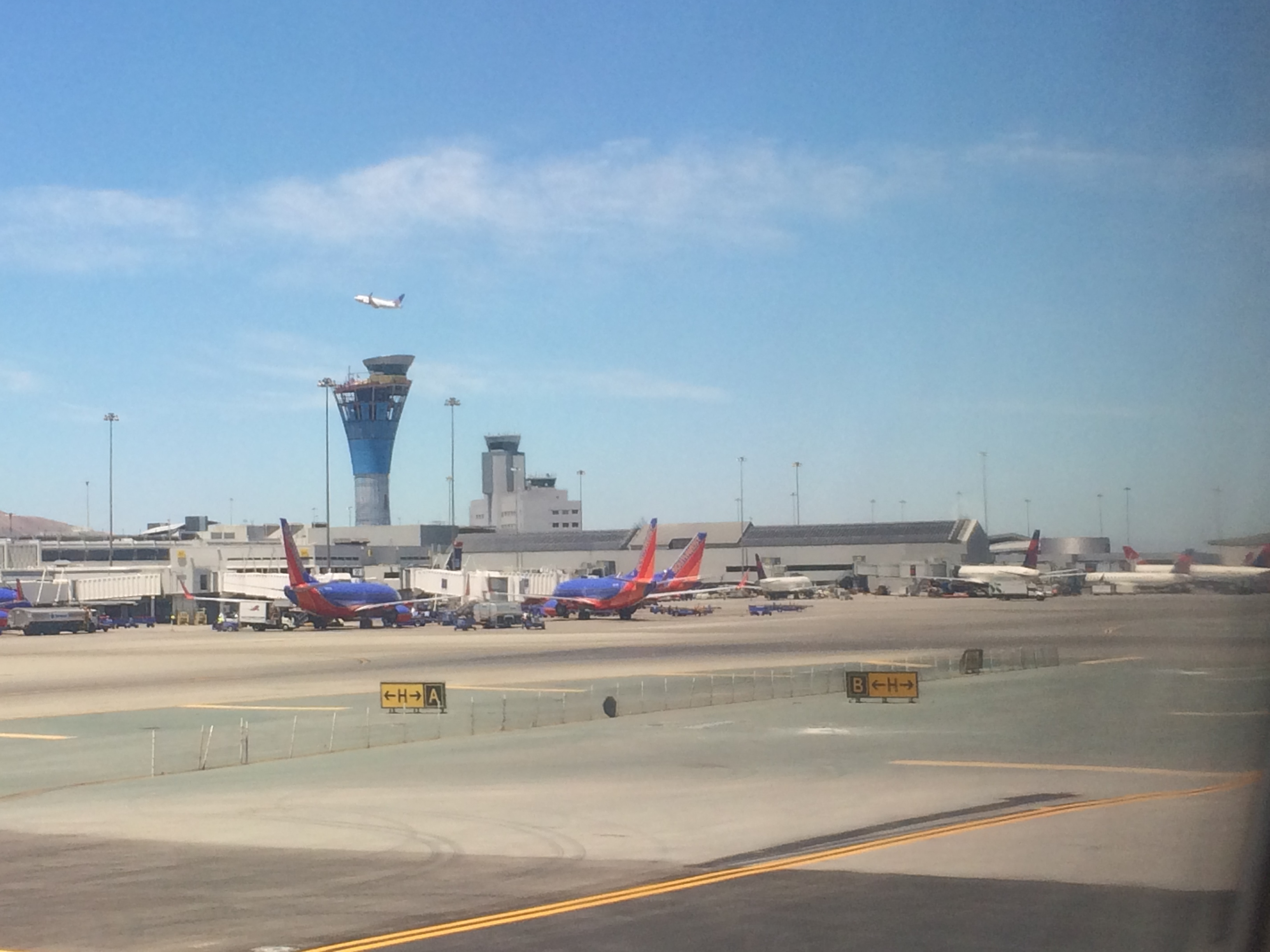
Vista del lado aire del aeropuerto.

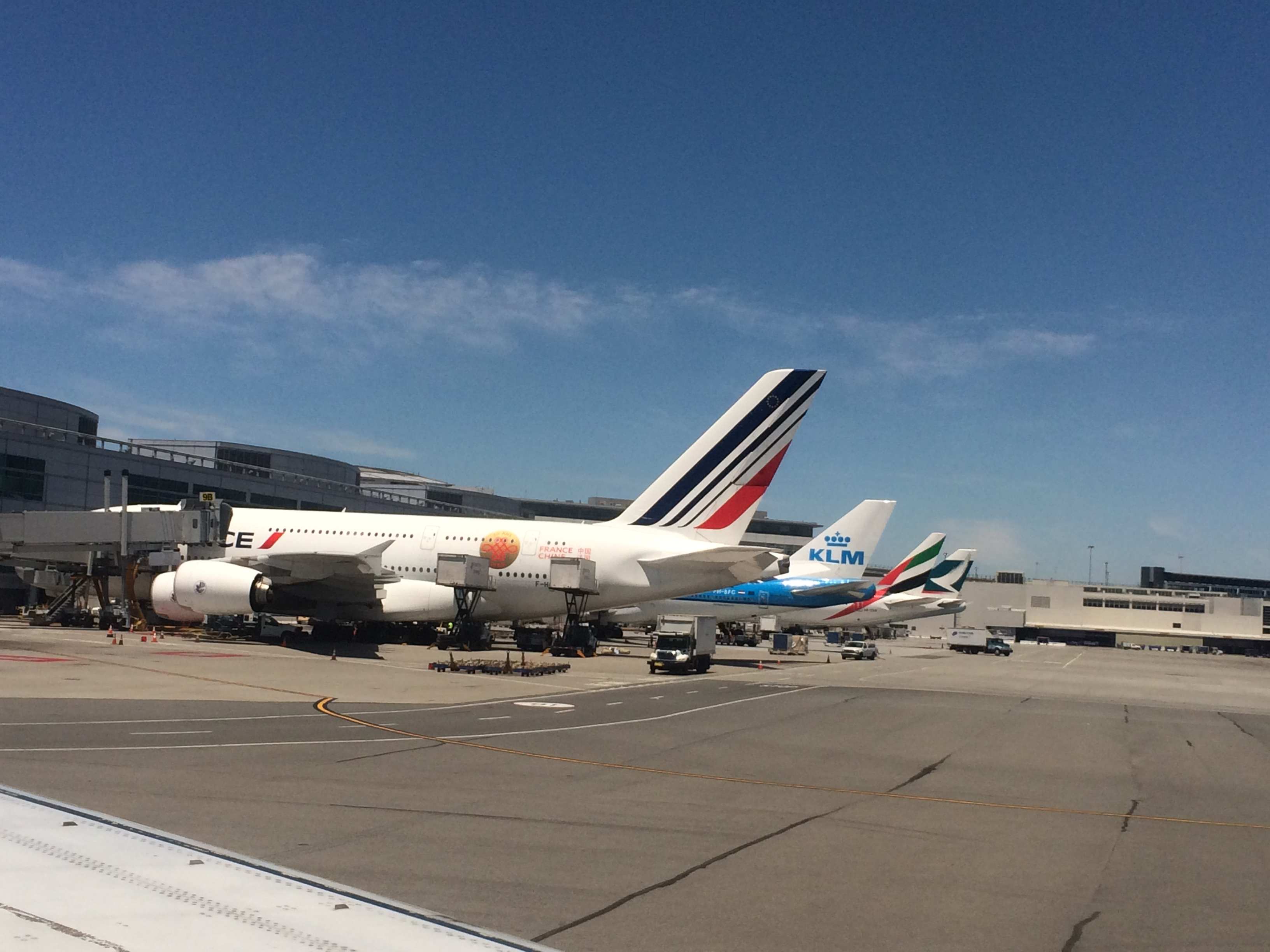
Jumbos en la Terminal Internacional del aeropuerto.

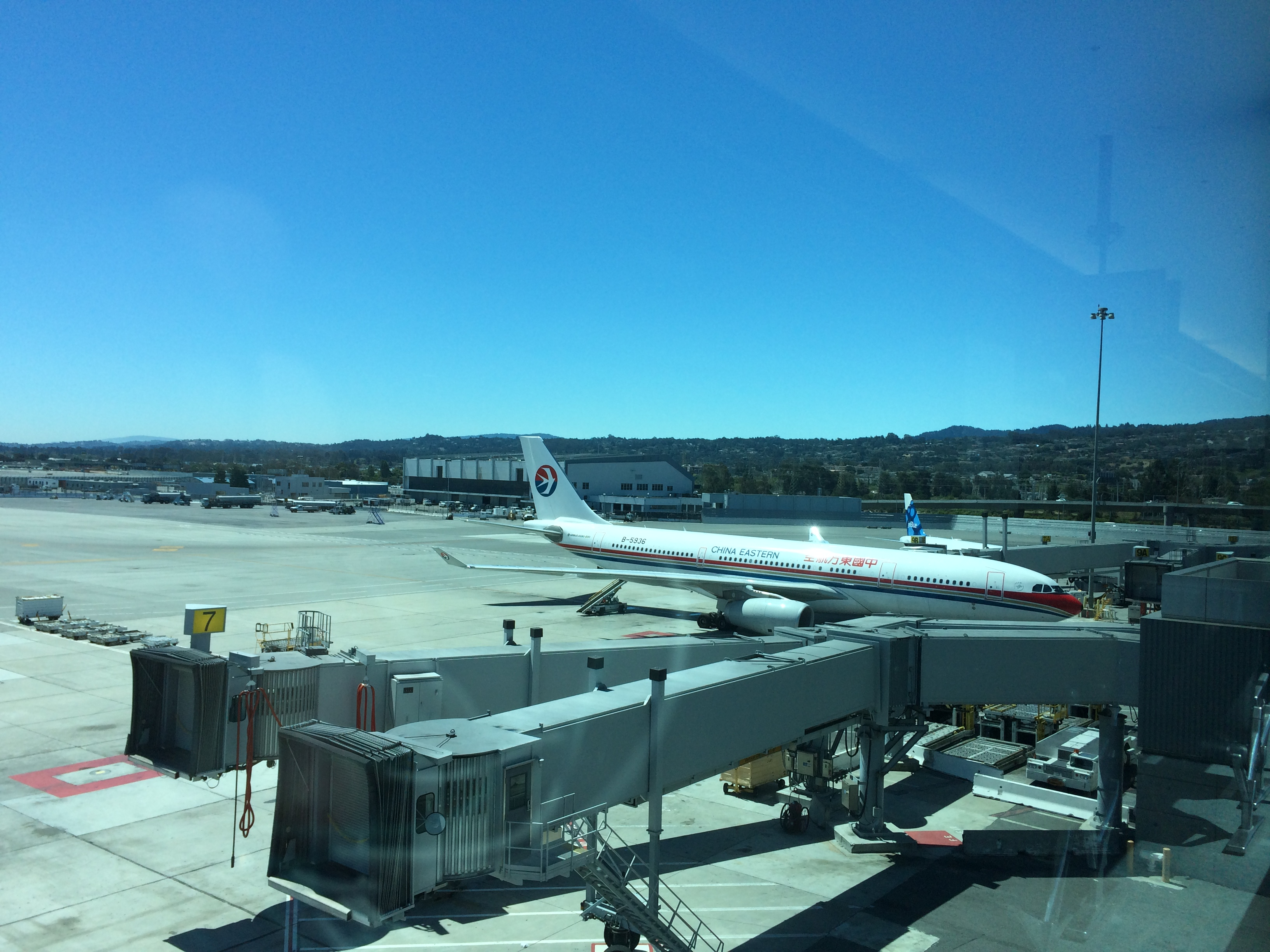
Airbus A330-200 de China Eastern Airlines en el aeropuerto.

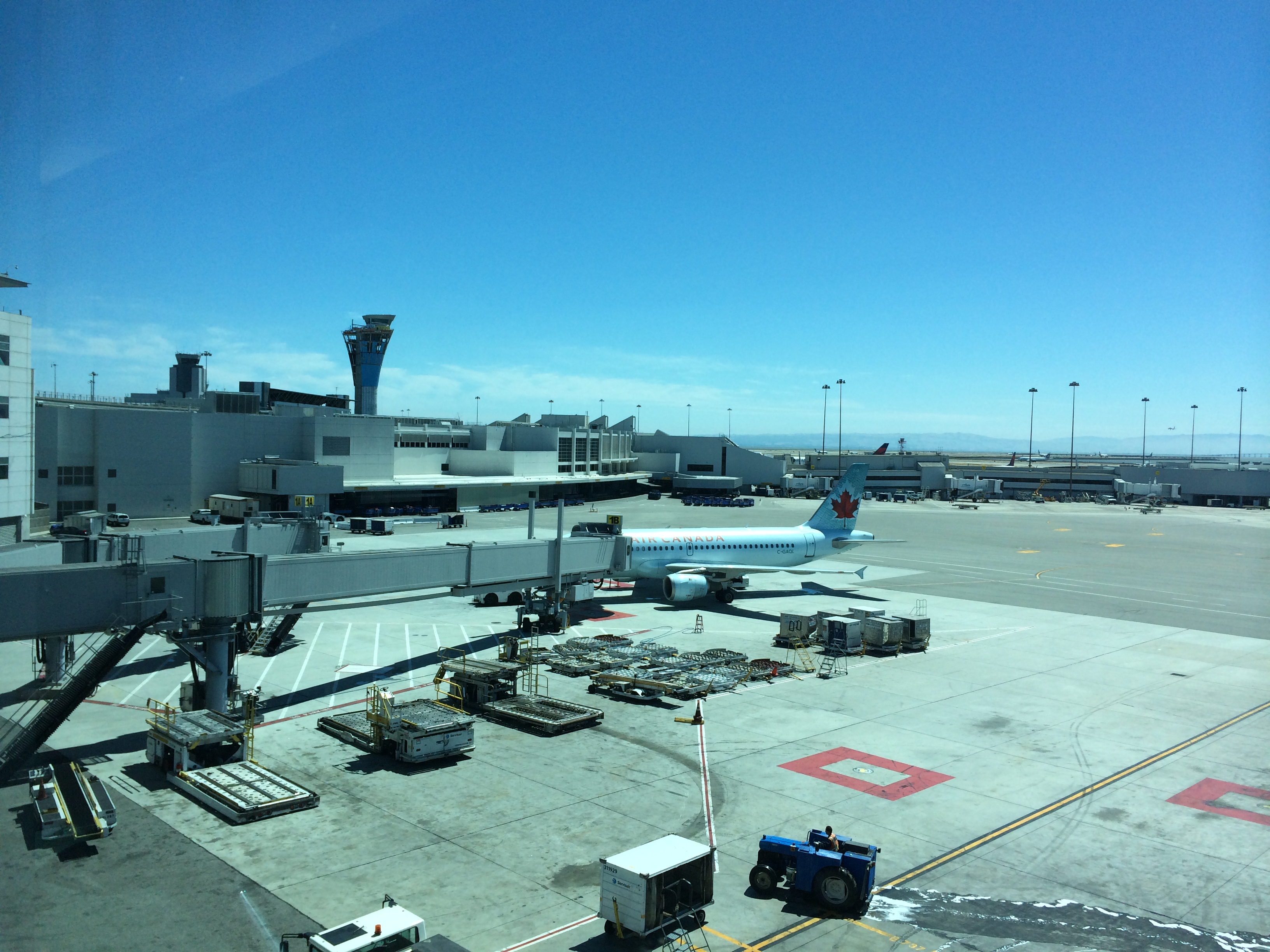
Avión de Air Canada en el aeropuerto.

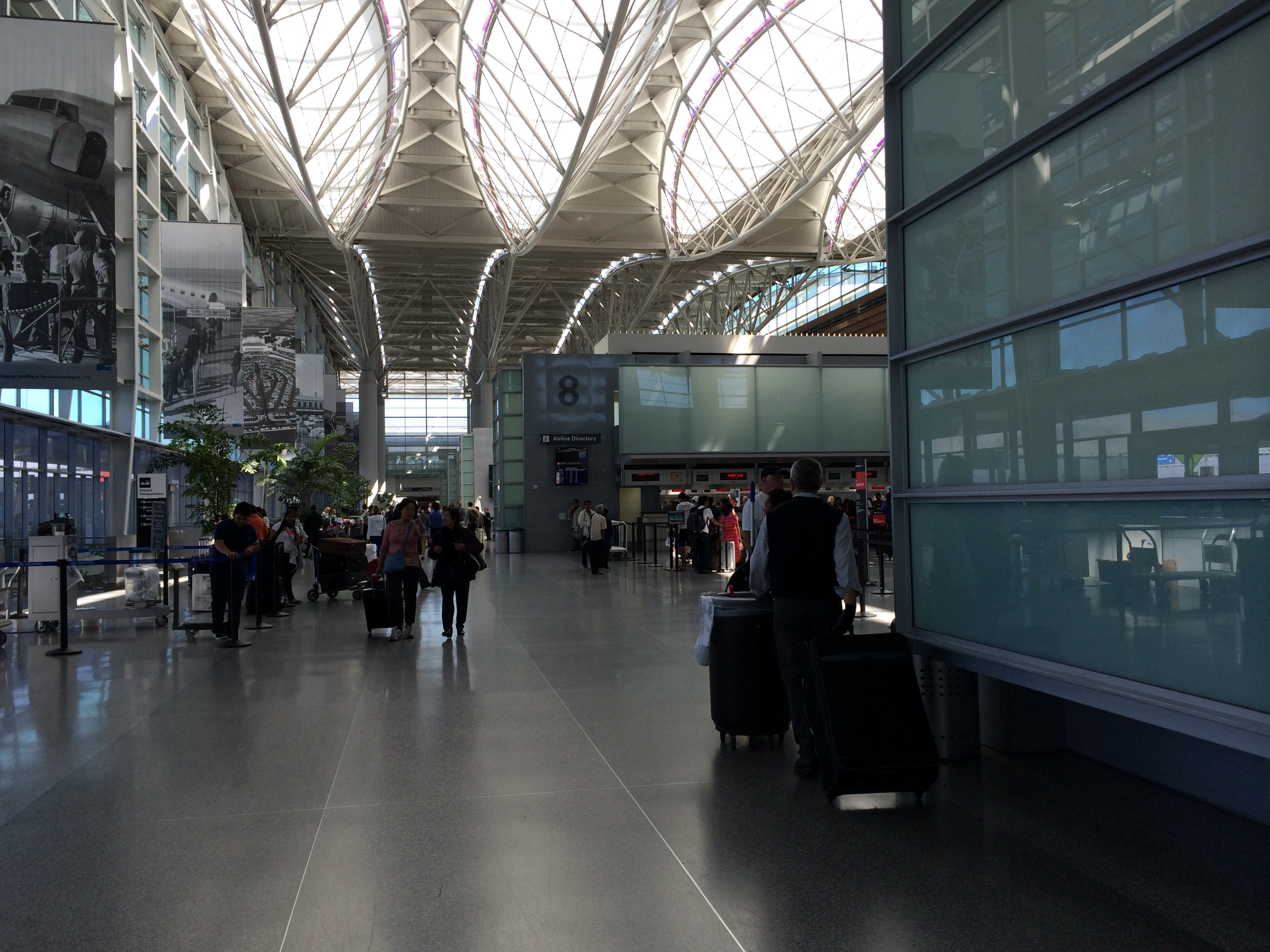
Mostradores de documentación de la Terminal Internacional del aeropuerto.

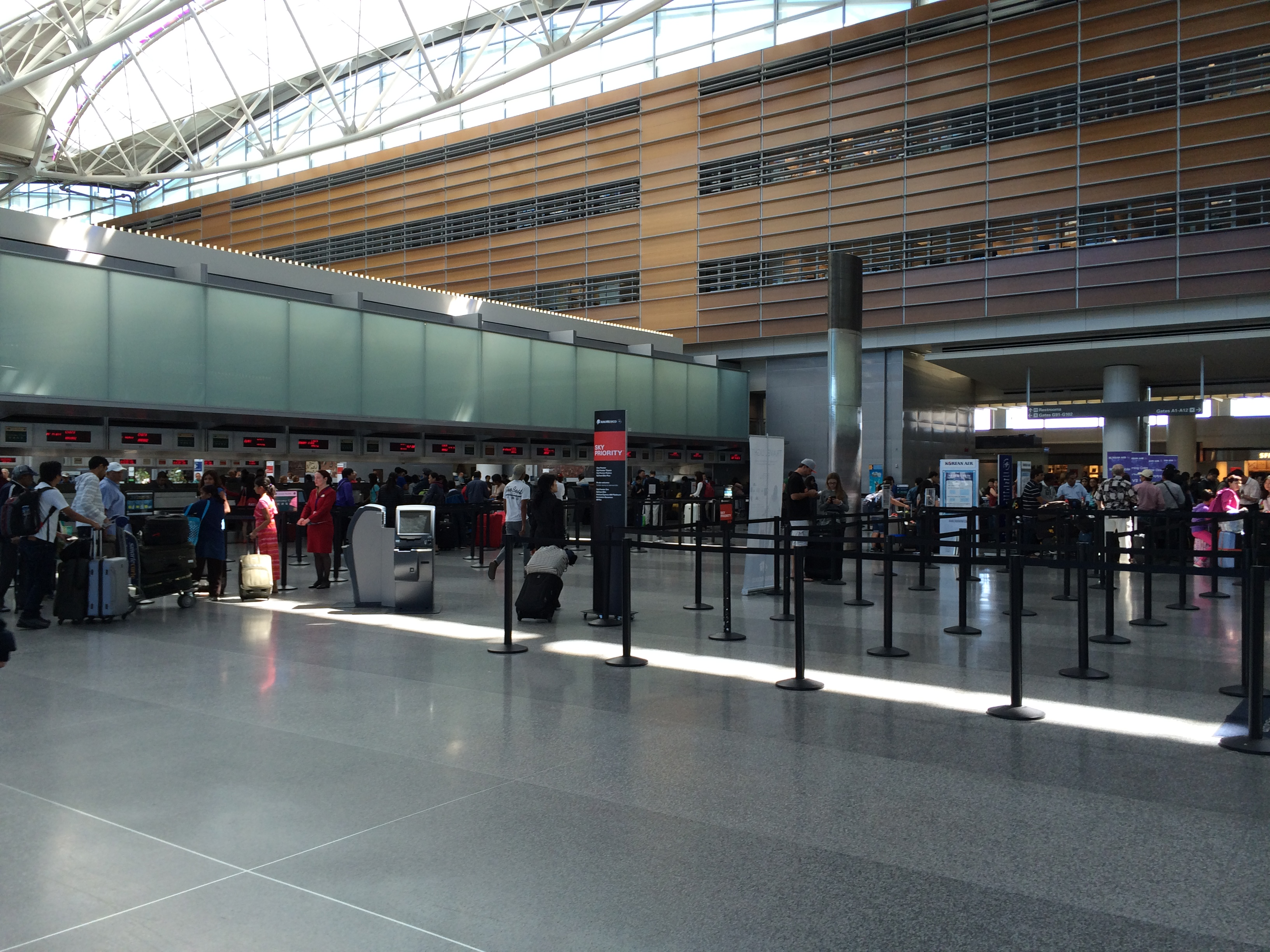
Mostradores de documentación de la Terminal Internacional del aeropuerto.

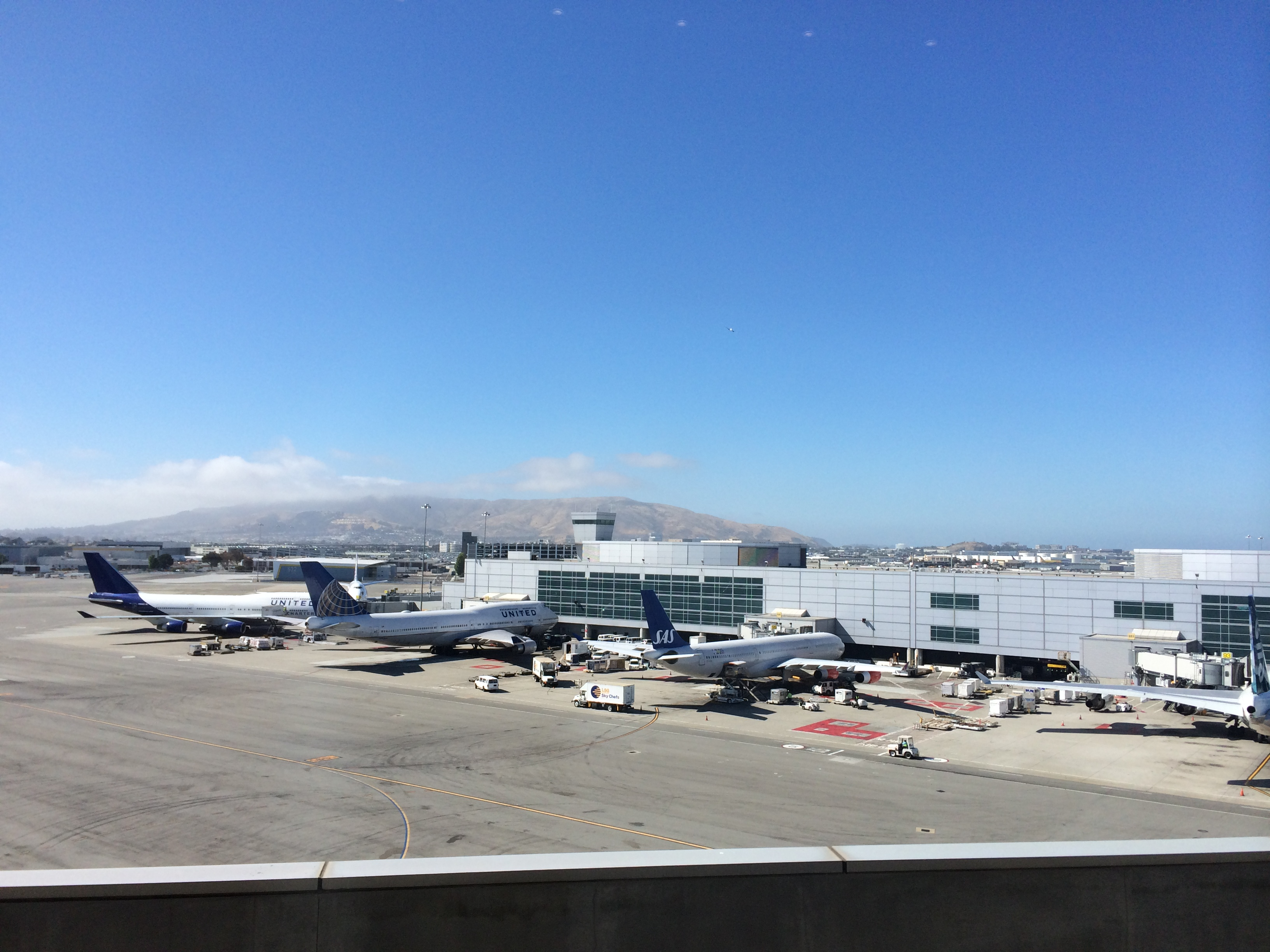
Aviones en la Terminal Internacional del aeropuerto.

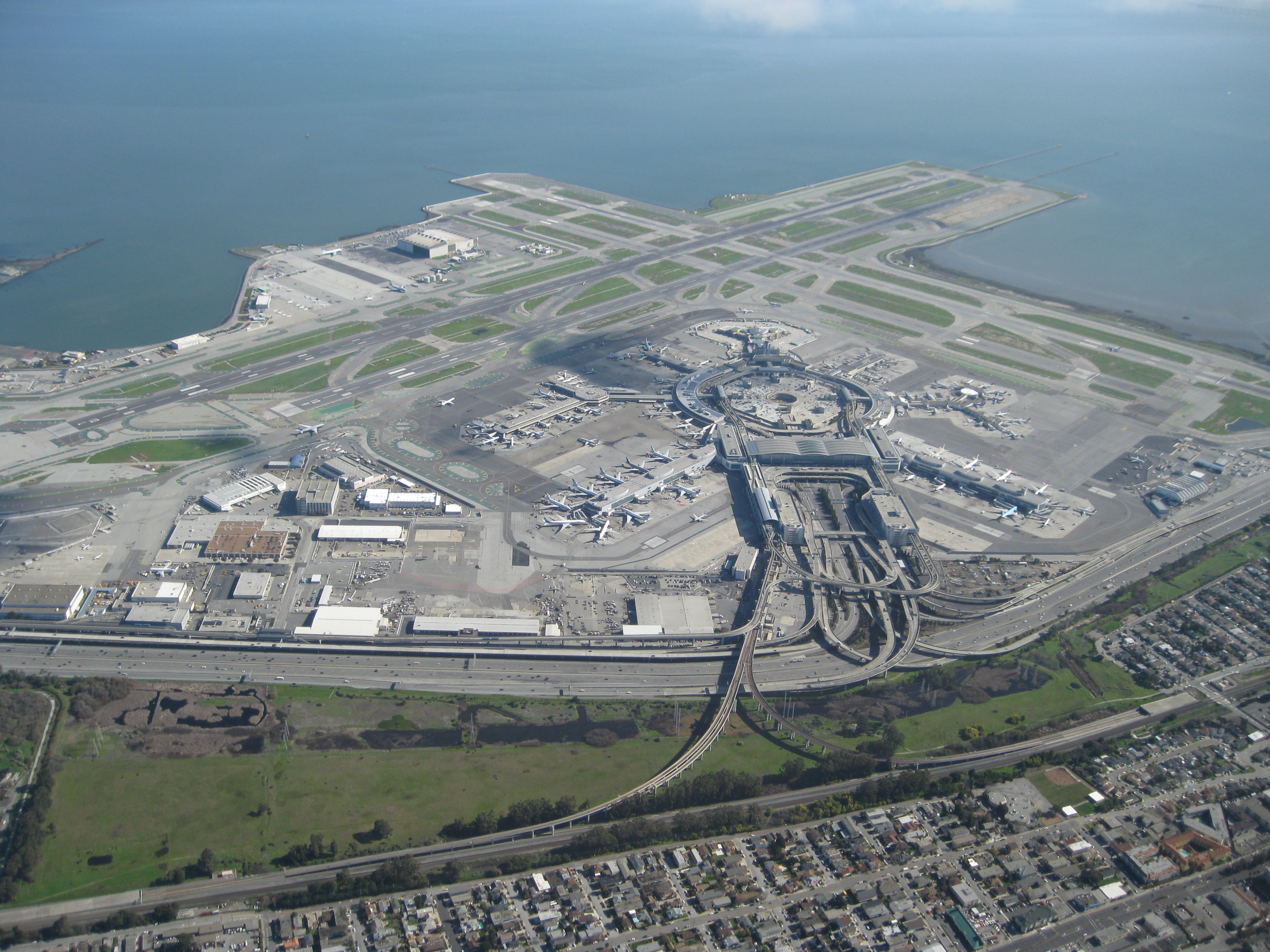
Vista aérea del aeropuerto.

- Nota: Todas las llegadas internacionales (a excepción de los vuelos de las ciudades con predespacho de aduana) se manejan en la terminal internacional (áreas de embarque A y G), sin importar la terminal de partida.

### Pasajeros
| Aerolíneas                    | Destinos | Terminal    |
| ----------------------------- | --- | ----------- |
| Aer Lingus                    | Dublín | I-G         |
| Aeroméxico                    | Ciudad de México, Guadalajara | I-A         |
| Air Canada                    | Montreal–Trudeau, Toronto–Pearson, Vancouver | 2-D         |
| Air Canada Express            | Vancouver Estacional: Edmonton | 2-D         |
| Air China                     | Pekín–Capital | I-G         |
| Air France                    | París–Charles de Gaulle | I-A         |
| Air India                     | Bangalore, Bombay, Nueva Delhi | I-G         |
| Air New Zealand               | Auckland | I-G         |
| Air Premia                    | Seúl–Incheon | I-A         |
| Alaska Airlines               | Austin, Boise, Boston, Burbank, Cancún, Everett, Kailua–Kona, Las Vegas, Lihue, Los Ángeles, Newark, Nueva York–JFK, Orange County, Orlando, Palm Springs, Phoenix–Sky Harbor, Portland (OR), Puerto Vallarta, Redmond/Bend, Salt Lake City, San Diego, San José del Cabo, Seattle/Tacoma, Spokane, Washington–National Estacional: Anchorage, Bozeman, Ixtapa-Zihuatanejo, Jackson Hole, Liberia (CR), Loreto, Mazatlán | I-A 2-D     |
| All Nippon Airways            | Tokio–Haneda, Tokio–Narita | I-G         |
| American Airlines             | Charlotte, Chicago–O'Hare, Dallas/Fort Worth, Filadelfia, Los Ángeles, Miami, Nueva York–JFK, Phoenix–Sky Harbor | 1-B         |
| American Eagle                | Los Ángeles, Phoenix–Sky Harbor | 1-B         |
| Asiana Airlines               | Seúl–Incheon | I-G         |
| Avianca El Salvador           | San Salvador | I-A         |
| Breeze Airways                | Cincinnati, Louisville, Provo, Richmond, San Bernardino | 2-D         |
| British Airways               | Londres–Heathrow | I-A         |
| Cathay Pacific                | Hong Kong | I-A         |
| China Airlines                | Taipéi–Taoyuan | I-A         |
| China Eastern Airlines        | Shanghái–Pudong | I-A         |
| China Southern Airlines       | Cantón, Wuhan | I-A         |
| Condor                        | Estacional: Fráncfort | I-A         |
| Copa Airlines                 | Ciudad de Panamá–Tocumen | I-A         |
| Delta Air Lines               | Atlanta, Austin, Boston, Detroit, Los Ángeles, Mineápolis/St. Paul, Nueva York–JFK, Salt Lake City, Seattle/Tacoma | 2-D         |
| Delta Connection              | Seattle/Tacoma | 2-D         |
| Emirates                      | Dubái–International | I-A         |
| EVA Air                       | Taipéi–Taoyuan | I-A         |
| Fiji Airways                  | Nadi | I-G         |
| Flair Airlines                | Vancouver | I-A         |
| French Bee                    | Papeete, París–Orly | I-A         |
| Frontier Airlines             | Atlanta, Dallas/Fort Worth, Denver, Los Ángeles, Las Vegas, Ontario, Orange County, Phoenix–Sky Harbor, Portland (OR), Salt Lake City, San Diego Estacional: Detroit, Orlando, Palm Springs | I-A         |
| Hawaiian Airlines             | Honolulu, Kahului | I-A         |
| Iberia                        | Estacional: Madrid | I-A         |
| ITA Airways                   | Roma–Fiumicino | I-A         |
| Japan Airlines                | Tokio–Haneda, Tokio–Narita | I-A         |
| JetBlue Airways               | Boston, Fort Lauderdale, Nueva York–JFK | 1-B         |
| KLM                           | Ámsterdam | I-A         |
| Korean Air                    | Seúl–Incheon | I-A         |
| Level                         | Estacional: Barcelona | I-A         |
| Lufthansa                     | Fráncfort, Múnich | I-G         |
| Philippine Airlines           | Manila | I-A         |
| Porter Airlines               | Toronto–Pearson | I-G         |
| Qantas                        | Sídney | I-A         |
| Qatar Airways                 | Doha | I-A         |
| Scandinavian Airlines System  | Copenhague | I-G         |
| Singapore Airlines            | Singapur | I-G         |
| Southwest Airlines            | Austin, Baltimore, Chicago–Midway, Denver, Las Vegas, Los Ángeles, Nashville, Phoenix–Sky Harbor, San Diego, San Luis Estacional: Dallas–Love | 1-B         |
| StarLux Airlines              | Taipéi–Taoyuan | I-A         |
| Sun Country Airlines          | Mineápolis/St. Paul | I-A         |
| Swiss International Air Lines | Zúrich | I-G         |
| TAP Air Portugal              | Lisboa Estacional: Terceira | I-G         |
| Turkish Airlines              | Estambul | I-G         |
| United Airlines               | Atlanta, Auckland, Austin, Baltimore, Boise, Boston, Bozeman, Brisbane, Burbank, Calgary, Cancún, Chicago–O'Hare, Ciudad de México, Ciudad de Panamá–Tocumen, Cleveland, Dallas/Fort Worth, Denver, Detroit, Eugene, Fort Lauderdale, Fráncfort, Filadelfia, Hong Kong, Honolulu, Houston–Intercontinental, Indianápolis, Kahului, Kailua–Kona, Las Vegas, Lihue, Londres–Heathrow, Los Ángeles, Manila, Medford, Melbourne, Miami, Múnich, Nashville, Newark, Nueva Orleans, Ontario, Orange County, Orlando, Osaka–Kansai, Papeete, París–Charles de Gaulle, Pekín–Capital, Phoenix–Sky Harbor, Pittsburgh, Portland (OR), Puerto Vallarta, Raleigh/Durham, Reno/Tahoe, Redmond/Bend, Salt Lake City, San Antonio, San Diego, San José (CR), San José del Cabo, San Luis, Santa Bárbara, Seattle/Tacoma, Seúl–Incheon, Shanghái–Pudong, Singapur, Sídney, Taipéi–Taoyuan, Tampa, Tokio–Haneda, Tokio–Narita, Toronto–Pearson, Vancouver, Washington–Dulles, Washington–National Estacional: Adelaida (inicia el 11 de diciembre de 2025), Ámsterdam, Anchorage, Barcelona, Christchurch, Ciudad de Belice, Columbus-Glenn, Fort Myers, Jackson Hole, Liberia (CR), Montreal–Trudeau, Omaha, Palm Springs, Roma–Fiumicino, Zúrich | 3-E 3-F I-G |
| United Express                | Albuquerque, Bakersfield, Boise, Bozeman, Burbank, Eugene, Eureka, Fresno, Kansas City, Medford, Mineápolis/St. Paul, Monterey, Monterrey, North Bend/Coos Bay, Omaha, Orange County, Palm Springs, Portland (OR), Redding, Redmond/Bend, Reno/Tahoe, Sacramento, Salt Lake City, San Luis Obispo, Santa Bárbara, Seattle/Tacoma, Spokane, Tri-Cities (WA), Tucson Estacional: Aspen, Bishop, Eagle/Vail, Glacier Park/Kalispell, Hayden/Steamboat Springs, Missoula, Montrose, Ontario, Phoenix–Sky Harbor, Sun Valley, Vancouver | 3-F         |
| Vietnam Airlines              | Ciudad Ho Chi Minh | I-A         |
| Virgin Atlantic Airways       | Londres–Heathrow | I-A         |
| WestJet                       | Calgary Estacional: Edmonton, Vancouver | I-A         |
| ZIPAIR                        | Tokio–Narita | I-A         |

### Carga
| Aerolíneas            | Destinos                                |
| --------------------- | --------------------------------------- |
| ABX Air               | Cincinnati, Los Ángeles                 |
| Amazon Air            | Cincinnati, Fort Worth/Alliance         |
| Asiana Cargo          | Seúl–Incheon                            |
| China Airlines Cargo  | Anchorage, Taipéi–Taoyuan               |
| DHL Aviation          | Cincinnati, Los Ángeles, Seattle/Tacoma |
| EVA Air Cargo         | Taipéi–Taoyuan                          |
| FedEx Express         | Fort Worth/Alliance, Memphis            |
| Kalitta Air           | Los Ángeles, Seúl–Incheon               |
| Korean Air Cargo      | Los Ángeles, Seúl–Incheon               |
| Nippon Cargo Airlines | Los Ángeles, Tokio–Narita               |
| United Airlines       | Guam                                    |

### Destinos nacionales
Se brinda servicio a 84 ciudades dentro del país a cargo de 12 aerolíneas.
| Destinos nacionales del Aeropuerto de San Francisco SFO ABQ ANC ACV ASE ATL AUS BFL BWI BOI BOS BZN BUR CLT ORD MDW CVG CLE CMH DFW DAL DEN DTW EUG PAE PHL FLL RSW FAT HDN HNL IAH IND JAC FCA OGG KOA MCI LAS LIH LAX SDF BIH MFR MIA MSO MSP MRY MTJ BNA EWR OTH MSY JFK OMA ONT SNA MCO PSP PHX PIT PDX PVU RDU RDD RDM RNO RIC SMF SLC SAT SBD SAN STL SBP SBA SEA GEG SUN TPA PSC TUS EGE DCA IAD | Destinos nacionales del Aeropuerto de San Francisco SFO ABQ ANC ACV ASE ATL AUS BFL BWI BOI BOS BZN BUR CLT ORD MDW CVG CLE CMH DFW DAL DEN DTW EUG PAE PHL FLL RSW FAT HDN HNL IAH IND JAC FCA OGG KOA MCI LAS LIH LAX SDF BIH MFR MIA MSO MSP MRY MTJ BNA EWR OTH MSY JFK OMA ONT SNA MCO PSP PHX PIT PDX PVU RDU RDD RDM RNO RIC SMF SLC SAT SBD SAN STL SBP SBA SEA GEG SUN TPA PSC TUS EGE DCA IAD | Destinos nacionales del Aeropuerto de San Francisco SFO ABQ ANC ACV ASE ATL AUS BFL BWI BOI BOS BZN BUR CLT ORD MDW CVG CLE CMH DFW DAL DEN DTW EUG PAE PHL FLL RSW FAT HDN HNL IAH IND JAC FCA OGG KOA MCI LAS LIH LAX SDF BIH MFR MIA MSO MSP MRY MTJ BNA EWR OTH MSY JFK OMA ONT SNA MCO PSP PHX PIT PDX PVU RDU RDD RDM RNO RIC SMF SLC SAT SBD SAN STL SBP SBA SEA GEG SUN TPA PSC TUS EGE DCA IAD | Destinos nacionales del Aeropuerto de San Francisco SFO ABQ ANC ACV ASE ATL AUS BFL BWI BOI BOS BZN BUR CLT ORD MDW CVG CLE CMH DFW DAL DEN DTW EUG PAE PHL FLL RSW FAT HDN HNL IAH IND JAC FCA OGG KOA MCI LAS LIH LAX SDF BIH MFR MIA MSO MSP MRY MTJ BNA EWR OTH MSY JFK OMA ONT SNA MCO PSP PHX PIT PDX PVU RDU RDD RDM RNO RIC SMF SLC SAT SBD SAN STL SBP SBA SEA GEG SUN TPA PSC TUS EGE DCA IAD | Destinos nacionales del Aeropuerto de San Francisco SFO ABQ ANC ACV ASE ATL AUS BFL BWI BOI BOS BZN BUR CLT ORD MDW CVG CLE CMH DFW DAL DEN DTW EUG PAE PHL FLL RSW FAT HDN HNL IAH IND JAC FCA OGG KOA MCI LAS LIH LAX SDF BIH MFR MIA MSO MSP MRY MTJ BNA EWR OTH MSY JFK OMA ONT SNA MCO PSP PHX PIT PDX PVU RDU RDD RDM RNO RIC SMF SLC SAT SBD SAN STL SBP SBA SEA GEG SUN TPA PSC TUS EGE DCA IAD | Destinos nacionales del Aeropuerto de San Francisco SFO ABQ ANC ACV ASE ATL AUS BFL BWI BOI BOS BZN BUR CLT ORD MDW CVG CLE CMH DFW DAL DEN DTW EUG PAE PHL FLL RSW FAT HDN HNL IAH IND JAC FCA OGG KOA MCI LAS LIH LAX SDF BIH MFR MIA MSO MSP MRY MTJ BNA EWR OTH MSY JFK OMA ONT SNA MCO PSP PHX PIT PDX PVU RDU RDD RDM RNO RIC SMF SLC SAT SBD SAN STL SBP SBA SEA GEG SUN TPA PSC TUS EGE DCA IAD | Destinos nacionales del Aeropuerto de San Francisco SFO ABQ ANC ACV ASE ATL AUS BFL BWI BOI BOS BZN BUR CLT ORD MDW CVG CLE CMH DFW DAL DEN DTW EUG PAE PHL FLL RSW FAT HDN HNL IAH IND JAC FCA OGG KOA MCI LAS LIH LAX SDF BIH MFR MIA MSO MSP MRY MTJ BNA EWR OTH MSY JFK OMA ONT SNA MCO PSP PHX PIT PDX PVU RDU RDD RDM RNO RIC SMF SLC SAT SBD SAN STL SBP SBA SEA GEG SUN TPA PSC TUS EGE DCA IAD | Destinos nacionales del Aeropuerto de San Francisco SFO ABQ ANC ACV ASE ATL AUS BFL BWI BOI BOS BZN BUR CLT ORD MDW CVG CLE CMH DFW DAL DEN DTW EUG PAE PHL FLL RSW FAT HDN HNL IAH IND JAC FCA OGG KOA MCI LAS LIH LAX SDF BIH MFR MIA MSO MSP MRY MTJ BNA EWR OTH MSY JFK OMA ONT SNA MCO PSP PHX PIT PDX PVU RDU RDD RDM RNO RIC SMF SLC SAT SBD SAN STL SBP SBA SEA GEG SUN TPA PSC TUS EGE DCA IAD | Destinos nacionales del Aeropuerto de San Francisco SFO ABQ ANC ACV ASE ATL AUS BFL BWI BOI BOS BZN BUR CLT ORD MDW CVG CLE CMH DFW DAL DEN DTW EUG PAE PHL FLL RSW FAT HDN HNL IAH IND JAC FCA OGG KOA MCI LAS LIH LAX SDF BIH MFR MIA MSO MSP MRY MTJ BNA EWR OTH MSY JFK OMA ONT SNA MCO PSP PHX PIT PDX PVU RDU RDD RDM RNO RIC SMF SLC SAT SBD SAN STL SBP SBA SEA GEG SUN TPA PSC TUS EGE DCA IAD | Destinos nacionales del Aeropuerto de San Francisco SFO ABQ ANC ACV ASE ATL AUS BFL BWI BOI BOS BZN BUR CLT ORD MDW CVG CLE CMH DFW DAL DEN DTW EUG PAE PHL FLL RSW FAT HDN HNL IAH IND JAC FCA OGG KOA MCI LAS LIH LAX SDF BIH MFR MIA MSO MSP MRY MTJ BNA EWR OTH MSY JFK OMA ONT SNA MCO PSP PHX PIT PDX PVU RDU RDD RDM RNO RIC SMF SLC SAT SBD SAN STL SBP SBA SEA GEG SUN TPA PSC TUS EGE DCA IAD |
| Destinos | United Airlines | Alaska Airlines | Frontier Airlines | Southwest Airlines | Delta Air Lines | American Airlines | Breeze Airways | Otra | # |
| --- | --- | --- | --- | --- | --- | --- | --- | --- | --- |
| Albuquerque (ABQ) | • | | | | | | | | 1 |
| Anchorage (ANC) | • | • | | | | | | | 2 |
| Arcata (ACV) | • | | | | | | | | 1 |
| Aspen (ASE) | • | | | | | | | | 1 |
| Atlanta (ATL) | • | | • | | • | | | | 3 |
| Austin (AUS) | • | • | | • | • | | | | 4 |
| Bakersfield (BFL) | • | | | | | | | | 1 |
| Baltimore (BWI) | • | | | • | | | | | 2 |
| Bishop (BIH) | • | | | | | | | | 1 |
| Boise (BOI) | • | • | | | | | | | 2 |
| Boston (BOS) | • | • | | | • | | | JetBlue Airways | 4 |
| Bozeman (BZN) | • | • | | | | | | | 2 |
| Burbank (BUR) | • | • | | | | | | | 2 |
| Charlotte (CLT) | | | | | | • | | | 1 |
| Chicago (ORD) | • | | | | | • | | | 2 |
| Chicago (MDW) | | | | • | | | | | 1 |
| Cincinnati (CVG) | | | | | | | • | | 1 |
| Cleveland (CLE) | • | | | | | | | | 1 |
| Columbus (CMH) | • | | | | | | | | 1 |
| Dallas (DFW) | • | | • | | | • | | | 3 |
| Dallas (DAL) | | | | • | | | | | 1 |
| Denver (DEN) | • | | • | • | | | | | 3 |
| Detroit (DTW) | • | | • | | • | | | | 3 |
| Eagle/Vail (EGE) | • | | | | | | | | 1 |
| Eugene (EUG) | • | | | | | | | | 1 |
| Everett (PAE) | | • | | | | | | | 1 |
| Filadelfia (PHL) | • | | | | | • | | | 2 |
| Fort Lauderdale (FLL) | • | | | | | | | JetBlue Airways | 2 |
| Fort Myers (RSW) | • | | | | | | | | 1 |
| Fresno (FAT) | • | | | | | | | | 1 |
| Glacier Park (FCA) | • | | | | | | | | 1 |
| Hayden (HDN) | • | | | | | | | | 1 |
| Honolulu (HNL) | • | | | | | | | Hawaiian Airlines | 2 |
| Houston (IAH) | • | | | | | | | | 1 |
| Indianápolis (IND) | • | | | | | | | | 1 |
| Jackson Hole (JAC) | • | • | | | | | | | 2 |
| Kahului (OGG) | • | | | | | | | Hawaiian Airlines | 2 |
| Kailua (KOA) | • | • | | | | | | | 2 |
| Kansas City (MCI) | • | | | | | | | | 1 |
| Las Vegas (LAS) | • | • | • | • | | | | | 4 |
| Lihue (LIH) | • | • | | | | | | | 2 |
| Los Ángeles (LAX) | • | • | • | • | • | • | | | 6 |
| Louisville (SDF) | | | | | | | • | | 1 |
| Medford (MFR) | • | | | | | | | | 1 |
| Miami (MIA) | • | | | | | • | | | 2 |
| Missoula (MSO) | • | | | | | | | | 1 |
| Mineápolis (MSP) | • | | | | • | | | Sun Country Airlines | 3 |
| Monterey (MRY) | • | | | | | | | | 1 |
| Montrose (MTJ) | • | | | | | | | | 1 |
| Nashville (BNA) | • | | | • | | | | | 2 |
| Newark (EWR) | • | • | | | | | | | 2 |
| North Bend (OTH) | • | | | | | | | | 1 |
| Nueva Orleans (MSY) | • | | | | | | | | 1 |
| Nueva York (JFK) | | • | | | • | • | | JetBlue Airways | 4 |
| Omaha (OMA) | • | | | | | | | | 1 |
| Ontario (ONT) | • | | • | | | | | | 2 |
| Orange County (SNA) | • | • | • | | | | | | 3 |
| Orlando (MCO) | • | • | • | | | | | | 3 |
| Palm Springs (PSP) | • | • | • | | | | | | 3 |
| Phoenix (PHX) | • | • | • | • | | • | | | 5 |
| Pittsburgh (PIT) | • | | | | | | | | 1 |
| Portland (PDX) | • | • | • | | | | | | 3 |
| Provo (PVU) | | | | | | | • | | 1 |
| Raleigh (RDU) | • | | | | | | | | 1 |
| Redding (RDD) | • | | | | | | | | 1 |
| Redmon (RDM) | • | • | | | | | | | 2 |
| Reno (RNO) | • | | | | | | | | 1 |
| Richmond (RIC) | | | | | | | • | | 1 |
| Sacramento (SMF) | • | | | | | | | | 1 |
| Salt Lake City (SLC) | • | • | • | | • | | | | 4 |
| San Antonio (SAT) | • | | | | | | | | 1 |
| San Bernardino (SBD) | | | | | | | • | | 1 |
| San Diego (SAN) | • | • | • | • | | | | | 4 |
| San Luis (STL) | • | | | • | | | | | 2 |
| San Luis Obispo (SBP) | • | | | | | | | | 1 |
| Santa Bárbara (SBA) | • | | | | | | | | 1 |
| Seatle (SEA) | • | • | | | • | | | | 3 |
| Spokane (GEG) | • | • | | | | | | | 2 |
| Sun Valley (SUN) | • | | | | | | | | 1 |
| Tampa (TPA) | • | | | | | | | | 1 |
| Tri-Cities (PSC) | • | | | | | | | | 1 |
| Tucson (TUS) | • | | | | | | | | 1 |
| Washington (DCA) | • | • | | | | | | | 2 |
| Washington (IAD) | • | | | | | | | | 1 |
| Total | 74 | 25 | 14 | 11 | 9 | 8 | 5 | 6 | 84 |

### Destinos internacionales
Se ofrece servicio a 60 destinos internacionales (10 estacionales), a cargo de 46 aerolíneas.

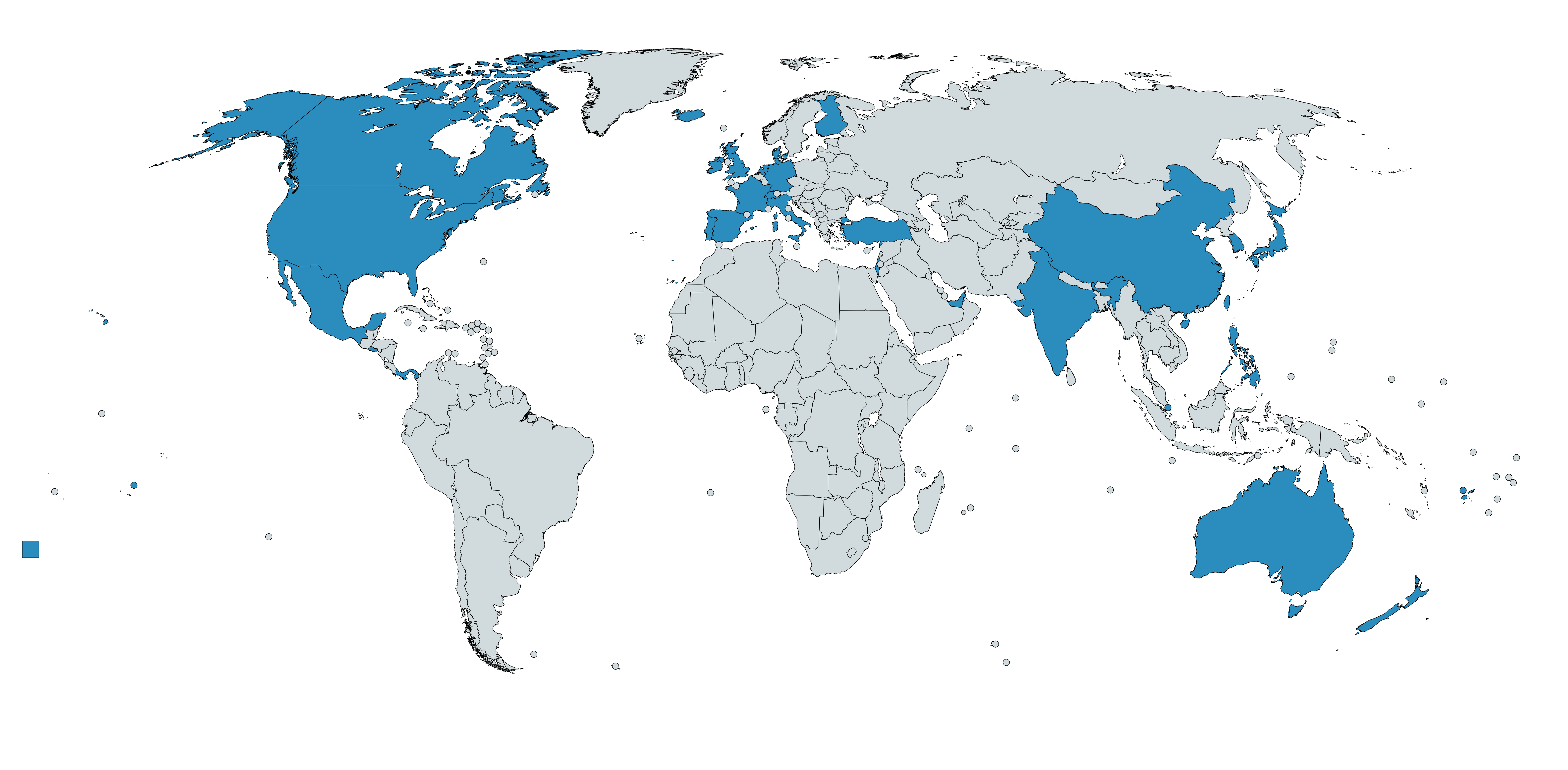
Países atendidos por vuelos hacia y desde San Francisco (SFO) incluyendo destinos estacionales y futuros.

| Ciudades por países                                            | Nombre del aeropuerto                                  | Aerolíneas | Terminal/ Área de abordaje |              |              |
| Norteamérica                                                   | Norteamérica                                           | Norteamérica | Norteamérica               | Norteamérica | Norteamérica |
| -------------------------------------------------------------- | ------------------------------------------------------ | --- | -------------------------- | ------------ | ------------ |
| Canadá (5 destinos [1 estacional], 6 aerolíneas)               |                                                        | |                            |              |              |
| Calgary                                                        | Aeropuerto Internacional de Calgary                    | United Airlines / WestJet                                                                                               | I-A, I-G                   |              |              |
| Edmonton                                                       | Aeropuerto Internacional de Edmonton                   | Air Canada Express (Estacional) / WestJet (Estacional)                                                                  | I-A                        |              |              |
| Montreal                                                       | Aeropuerto Internacional Pierre Elliott Trudeau        | Air Canada / United Airlines (Estacional)                                                                               | I-G                        |              |              |
| Toronto                                                        | Aeropuerto Internacional Toronto Pearson               | Air Canada / United Airlines / Porter Airlines                                                                          | I-G                        |              |              |
| Vancouver                                                      | Aeropuerto Internacional de Vancouver                  | Air Canada / Air Canada Express / Flair Airlines / United Airlines / United Express (Estacional) / WestJet (Estacional) | I-A, I-G                   |              |              |
| México (9 destinos [3 estacionales], 4 aerolíneas)             |                                                        | |                            |              |              |
| Cancún                                                         | Aeropuerto Internacional de Cancún                     | Alaska Airlines / United Airlines                                                                                       | I-A, I-G                   |              |              |
| Ciudad de México                                               | Aeropuerto Internacional de la Ciudad de México        | Aeroméxico / United Airlines                                                                                            | I-A, I-G                   |              |              |
| Guadalajara                                                    | Aeropuerto Internacional de Guadalajara                | Aeroméxico | I-A                        |              |              |
| Ixtapa Zihuatanejo                                             | Aeropuerto Internacional de Ixtapa-Zihuatanejo         | Alaska Airlines (Estacional)                                                                                            | I-A                        |              |              |
| Loreto                                                         | Aeropuerto Internacional de Loreto                     | Alaska Airlines (Estacional)                                                                                            | I-A                        |              |              |
| Mazatlán                                                       | Aeropuerto Internacional General Rafael Buelna         | Alaska Airlines (Estacional)                                                                                            | I-A                        |              |              |
| Monterrey                                                      | Aeropuerto Internacional de Monterrey                  | United Express | I-G                        |              |              |
| Puerto Vallarta                                                | Aeropuerto Internacional de Puerto Vallarta            | Alaska Airlines / United Airlines (Estacional)                                                                          | I-A, I-G                   |              |              |
| San José del Cabo                                              | Aeropuerto Internacional de Los Cabos                  | Alaska Airlines / United Airlines (Estacional)                                                                          | I-A, I-G                   |              |              |
| Centroamérica y El Caribe                                      |                                                        | |                            |              |              |
| Belice (1 destino [estacional], 1 aerolínea)                   |                                                        | |                            |              |              |
| Ciudad de Belice                                               | Aeropuerto Internacional Philip S. W. Goldson          | United Airlines (Estacional)                                                                                            | I-A                        |              |              |
| El Salvador (1 destino, 1 aerolínea)                           |                                                        | |                            |              |              |
| San Salvador                                                   | Aeropuerto Internacional de El Salvador                | Avianca El Salvador | I-A                        |              |              |
| Costa Rica (2 destinos [1 estacional], 2 aerolíneas)           |                                                        | |                            |              |              |
| Liberia                                                        | Aeropuerto de Guanacaste                               | Alaska Airlines (Estacional) / United Airlines (Estacional)                                                             | I-A, I-G                   |              |              |
| San José                                                       | Aeropuerto Internacional Juan Santamaría               | United Airlines | I-G                        |              |              |
| Panamá (1 destino, 2 aerolíneas)                               |                                                        | |                            |              |              |
| Ciudad de Panamá                                               | Aeropuerto Internacional de Tocumen                    | Copa Airlines / United Airlines                                                                                         | I-A, I-G                   |              |              |
| Asia                                                           |                                                        | |                            |              |              |
| Catar (1 destino, 1 aerolínea)                                 |                                                        | |                            |              |              |
| Doha                                                           | Aeropuerto Internacional Hamad                         | Qatar Airways | I-A                        |              |              |
| China (4 destinos, 4 aerolíneas)                               |                                                        | |                            |              |              |
| Cantón                                                         | Aeropuerto Internacional de Cantón-Baiyun              | China Southern Airlines                                                                                                 | I-A                        |              |              |
| Pekín                                                          | Aeropuerto Internacional de Pekín-Capital              | Air China / United Airlines                                                                                             | I-G                        |              |              |
| Shanghái                                                       | Aeropuerto Internacional de Shanghái-Pudong            | China Eastern Airlines / United Airlines                                                                                | I-A, I-G                   |              |              |
| Wuhan                                                          | Aeropuerto Internacional de Wuhan-Tianhe               | China Southern Airlines                                                                                                 | I-A                        |              |              |
| Corea del Sur (1 destino, 4 aerolíneas)                        |                                                        | |                            |              |              |
| Seúl                                                           | Aeropuerto Internacional de Incheon                    | Air Premia / Asiana Airlines / Korean Air / United Airlines                                                             | I-A, I-G                   |              |              |
| EAU (1 destino, 1 aerolínea)                                   |                                                        | |                            |              |              |
| Dubái                                                          | Aeropuerto Internacional de Dubái                      | Emirates | I-A                        |              |              |
| Filipinas (1 destino, 2 aerolíneas)                            |                                                        | |                            |              |              |
| Manila                                                         | Aeropuerto Internacional Ninoy Aquino                  | Philippine Airlines / United Airlines                                                                                   | I-A                        |              |              |
| Hong Kong (1 destino, 2 aerolíneas)                            |                                                        | |                            |              |              |
| Hong Kong                                                      | Aeropuerto Internacional de Hong Kong                  | Cathay Pacific / United Airlines                                                                                        | I-A, I-G                   |              |              |
| India (3 destinos, 2 aerolíneas)                               |                                                        | |                            |              |              |
| Bangalore                                                      | Aeropuerto Internacional Kempegowda                    | Air India | I-G                        |              |              |
| Bombay                                                         | Aeropuerto Internacional Chhatrapati Shivaji           | Air India | I-G                        |              |              |
| Nueva Delhi                                                    | Aeropuerto Internacional Indira Gandhi                 | Air India | I-G                        |              |              |
| Japón (3 destinos, 4 aerolíneas)                               |                                                        | |                            |              |              |
| Osaka                                                          | Aeropuerto Internacional de Kansai                     | United Airlines | I-G                        |              |              |
| Tokio                                                          | Aeropuerto Internacional de Haneda                     | All Nippon Airways / Japan Airlines / United Airlines                                                                   | I-A, I-G                   |              |              |
| Tokio                                                          | Aeropuerto Internacional de Narita                     | All Nippon Airways / Japan Airlines / United Airlines / ZIPAIR                                                          | I-A, I-G                   |              |              |
| Singapur (1 destino, 2 aerolíneas)                             |                                                        | |                            |              |              |
| Singapur                                                       | Aeropuerto Internacional de Singapur                   | Singapore Airlines / United Airlines                                                                                    | I-G                        |              |              |
| Taiwán (1 destino, 4 aerolíneas)                               |                                                        | |                            |              |              |
| Taipéi                                                         | Aeropuerto Internacional de Taiwán Taoyuan             | China Airlines / EVA Air / StarLux Airlines / United Airlines                                                           | I-A, I-G                   |              |              |
| Vietnam (1 destino, 1 aerolínea)                               |                                                        | |                            |              |              |
| Ciudad Ho Chi Minh                                             | Aeropuerto Internacional de Tan Son Nhat               | Vietnam Airlines | I-A                        |              |              |
| Europa                                                         |                                                        | |                            |              |              |
| Alemania (2 destinos, 3 aerolíneas)                            |                                                        | |                            |              |              |
| Fráncfort                                                      | Aeropuerto de Fráncfort del Meno                       | Condor (Estacional) / Lufthansa / United Airlines                                                                       | I-A, I-G                   |              |              |
| Múnich                                                         | Aeropuerto Internacional de Múnich-Franz Josef Strauss | Lufthansa / United Airlines                                                                                             | I-G                        |              |              |
| Dinamarca (1 destino, 1 aerolínea)                             |                                                        | |                            |              |              |
| Copenhague                                                     | Aeropuerto de Copenhague-Kastrup                       | Scandinavian Airlines System                                                                                            | I-G                        |              |              |
| España (2 destinos [estacionales], 3 aerolíneas)               |                                                        | |                            |              |              |
| Barcelona                                                      | Aeropuerto Josep Tarradellas Barcelona-El Prat         | Level (Estacional) / United Airlines (Estacional)                                                                       | I-A, I-G                   |              |              |
| Madrid                                                         | Aeropuerto Adolfo Suárez Madrid-Barajas                | Iberia (Estacional) | I-A                        |              |              |
| Francia (2 destinos, 4 aerolíneas)                             |                                                        | |                            |              |              |
| París                                                          | Aeropuerto de París-Charles de Gaulle                  | Air France / United Airlines                                                                                            | I-A, I-G                   |              |              |
| París                                                          | Aeropuerto de París-Orly                               | French Bee | I-A                        |              |              |
| Irlanda (1 destino, 1 aerolínea)                               |                                                        | |                            |              |              |
| Dublín                                                         | Aeropuerto de Dublín                                   | Aer Lingus | I-G                        |              |              |
| Italia (1 destino, 2 aerolíneas)                               |                                                        | |                            |              |              |
| Roma                                                           | Aeropuerto de Roma-Fiumicino                           | ITA Airways / United Airlines (Estacional)                                                                              | I-G                        |              |              |
| Países Bajos (1 destino, 2 aerolíneas)                         |                                                        | |                            |              |              |
| Ámsterdam                                                      | Aeropuerto de Ámsterdam-Schiphol                       | KLM / United Airlines (Estacional)                                                                                      | I-A                        |              |              |
| Portugal (2 destinos, 1 aerolínea)                             |                                                        | |                            |              |              |
| Lisboa                                                         | Aeropuerto de Lisboa                                   | TAP Air Portugal | I-G                        |              |              |
| Terceira                                                       | Aeropuerto de Lajes                                    | TAP Air Portugal (Estacional)                                                                                           | I-G                        |              |              |
| Reino Unido (1 destino, 3 aerolíneas)                          |                                                        | |                            |              |              |
| Londres                                                        | Aeropuerto de Londres-Heathrow                         | British Airways / United Airlines / Virgin Atlantic Airways                                                             | I-A, I-G                   |              |              |
| Suiza (1 destino, 2 aerolíneas)                                |                                                        | |                            |              |              |
| Zúrich                                                         | Aeropuerto Internacional de Zúrich                     | Swiss International Air Lines / United Airlines (Estacional)                                                            | I-G                        |              |              |
| Turquía (1 destino, 1 aerolínea)                               |                                                        | |                            |              |              |
| Estambul                                                       | Aeropuerto de Estambul                                 | Turkish Airlines | I-G                        |              |              |
| Oceanía                                                        |                                                        | |                            |              |              |
| Australia (4 destinos [1 estacional], 2 aerolíneas)            |                                                        | |                            |              |              |
| Adelaida                                                       | Aeropuerto Internacional de Adelaida                   | United Airlines (Estacional) (inicia el 11 de diciembre de 2025)                                                        | I-G                        |              |              |
| Brisbane                                                       | Aeropuerto de Brisbane                                 | United Airlines | I-A, I-G                   |              |              |
| Melbourne                                                      | Aeropuerto Internacional Tullamarine                   | United Airlines | I-A, I-G                   |              |              |
| Sídney                                                         | Aeropuerto Internacional Kingsford Smith               | Qantas / United Airlines                                                                                                | I-A, I-G                   |              |              |
| Fiyi (1 destino, 1 aerolínea)                                  |                                                        | |                            |              |              |
| Nadi                                                           | Aeropuerto Internacional de Nadi                       | Fiji Airways | I-G                        |              |              |
| Nueva Zelanda (2 destinos [1 estacional], 2 aerolíneas)        |                                                        | |                            |              |              |
| Auckland                                                       | Aeropuerto Internacional de Auckland                   | Air New Zealand / United Airlines                                                                                       | I-G                        |              |              |
| Christchurch                                                   | Aeropuerto Internacional de Christchurch               | United Airlines | I-G                        |              |              |
| Polinesia Francesa (1 destino, 2 aerolíneas)                   |                                                        | |                            |              |              |
| Papeete                                                        | Aeropuerto Internacional Faa'a                         | French Bee / United Airlines                                                                                            | I-A, I-G                   |              |              |
| Total: 60 destinos (10 estacionales), 32 países, 46 aerolíneas |                                                        | |                            |              |              |

## Estadísticas

### Rutas más transitadas
| Número | Ciudad                  | Pasajeros | Aerolínea |
| ------ | ----------------------- | --------- | --- |
| 1      | Los Ángeles, California | 1,363,000 | Alaska Airlines, American Airlines, American Eagle, Delta Air Lines, Delta Connection, Southwest Airlines, United Airlines, United Express |
| 2      | Chicago, Illinois       | 937,000   | Alaska Airlines, American Airlines, United Airlines                                                                                        |
| 3      | Nueva York, Nueva York  | 898,000   | Alaska Airlines, American Airlines, Delta Air Lines, JetBlue Airways, United Airlines                                                      |
| 4      | Denver, Colorado        | 870,000   | Frontier Airlines, Southwest Airlines, United Airlines                                                                                     |
| 5      | Newark, Nueva Jersey    | 801,000   | Alaska Airlines, United Airlines |
| 6      | Las Vegas, Nevada       | 792,000   | Alaska Airlines, Frontier Airlines, Southwest Airlines, United Airlines, United Express                                                    |
| 7      | Seattle, Washington     | 772,000   | Alaska Airlines, Delta Air Lines, Delta Connection, United Airlines                                                                        |
| 8      | San Diego, California   | 687,000   | Alaska Airlines, Southwest Airlines, United Airlines, United Express                                                                       |
| 9      | Boston, Massachusetts   | 676,000   | Alaska Airlines, Delta Air Lines, JetBlue Airways, United Airlines                                                                         |
| 10     | Dallas, Texas           | 650,000   | American Airlines, Frontier Airlines, United Airlines                                                                                      |

| Número | Ciudad                   | Pasajeros | Aerolínea                                                            |
| ------ | ------------------------ | --------- | -------------------------------------------------------------------- |
| 1      | Taipéi, Taiwán           | 1,357,244 | China Airlines, EVA Air, StarLux Airlines, United Airlines           |
| 2      | Londres, Reino Unido     | 1,041,811 | British Airways, United Airlines, Virgin Atlantic                    |
| 3      | Vancouver, Canadá        | 816,819   | Air Canada, Flair Airlines, United Airlines, United Express, WestJet |
| 4      | Seúl, Corea del Sur      | 700,297   | Asiana Airlines, Korean Air, United Airlines                         |
| 5      | Fráncfort, Alemania      | 636,217   | Condor, Lufthansa, United Airlines                                   |
| 6      | Hong Kong, China         | 633,410   | Cathay Pacific, United Airlines                                      |
| 7      | Toronto, Canadá          | 619,841   | Air Canada, Porter Airlines, United Airlines                         |
| 8      | Tokio, Japón             | 575,723   | All Nippon Airways, Japan Airlines, United Airlines, ZIPAIR          |
| 9      | Singapur, Singapur       | 544,512   | Singapore Airlines, United Airlines                                  |
| 10     | Ciudad de México, México | 493,301   | Aeroméxico, United Airlines                                          |

### Tráfico anual
| Año  | Puesto | Pasajeros embarcados y desembarcados | Cambio | Movimientos aéreos | Carga (toneladas) |
| ---- | ------ | ------------------------------------ | ------ | ------------------ | ----------------- |
| 1998 |        | 40,101,387                           |        | 432,046            | 598,579           |
| 1999 |        | 40,387,538                           | 0.7%   | 438,685            | 655,409           |
| 2000 | 9      | 41,048,996                           | 1.8%   | 429,222            | 695,258           |
| 2001 | 14     | 34,632,474                           | 15.6%  | 387,594            | 517,124           |
| 2002 | 19     | 31,450,168                           | 9.2%   | 351,453            | 506,083           |
| 2003 | 22     | 29,313,271                           | 6.8%   | 334,515            | 483,413           |
| 2004 | 21     | 32,744,186                           | 8.8%   | 353,231            | 489,776           |
| 2005 | 23     | 33,394,225                           | 2.0%   | 352,871            | 520,386           |
| 2006 | 26     | 33,581,412                           | 0.5%   | 359,201            | 529,303           |
| 2007 | 23     | 35,790,746                           | 6.6%   | 379,500            | 503,899           |
| 2008 | 21     | 37,402,541                           | 4.5%   | 387,710            | 429,912           |
| 2009 | 20     | 37,453,634                           | 0.1%   | 379,751            | 356,266           |
| 2010 | 23     | 39,391,234                           | 5.2%   | 387,248            | 384,179           |
| 2011 | 22     | 41,045,431                           | 4.2%   | 403,564            | 340,766           |
| 2012 | 22     | 44,477,209                           | 8.4%   | 424,566            | 337,357           |
| 2013 | 22     | 44,944,201                           | 1.2%   | 421,400            | 325,782           |
| 2014 | 21     | 47,074,162                           | 4.9%   | 431,633            | 349,585           |
| 2015 | 15     | 50,067,094                           | 6.2%   | 429,815            | 389,934           |
| 2016 | 23     | 53,106,505                           | 6.1%   | 450,388            | 420,086           |
| 2017 | 24     | 55,832,518                           | 5.1%   | 460,343            | 491,162           |
| 2018 | 25     | 57,793,313                           | 3.5%   | 470,164            | 500,081           |
| 2019 | 24     | 57,488,023                           | 0.5%   | 458,496            | 546,437           |
| 2020 | 50     | 16,427,801                           | 71.4%  | 231,163            | 439,358           |
| 2021 | 41     | 24,343,627                           | 48.2%  | 265,597            | 528,792           |
| 2022 | 24     | 42,281,641                           | 73.7%  | 355,006            | 491,192           |
| 2023 | 29     | 50,196,094                           | 18.7%  | 384,871            | 484,100           |
| 2024 | 36     | 52,288,098                           | 4.1%   | 386,507            | 561,594           |

## Transporte Terrestre

### AirTrain
AirTrain es el sistema de movimiento de personas del aeropuerto. Completamente automatizado y gratuito, conecta a las cuatro terminales, las dos áreas de la Terminal Internacional, la estación BART, y centro de alquiler de vehículos del aeropuerto.

### Tren
La estación BART del Aeropuerto Internacional de San Francisco se localiza en el Estacionamiento del Área de abordar G de la Terminal Internacional, es la única vía directa por tren entre el aeropuerto, la ciudad de San Francisco y el Área de la Bahía en general. Desde el 1 de enero de 2008, la estación SFO es servida por la línea Pittsburg/Bay Point–SFO. El coste de los billetes desde el aeropuerto varían entre $1.50 (a Millbrae) y $5.35 (Centro de San Francisco) y más para la Bahía Este. BART es la conexión del SFO hacia el Caltrain en la Estación Millbrae, que requiere un transbordo en la estación San Bruno durante la mayoría de los días de operación del BART; solamente durante la primera y la última hora del servicio de BART hay servicio directo entre SFO y Millbrae todos los días. 

### Autobús
El San Francisco Municipal Railway, la agencia de tránsito de San Francisco, no provee servicio al aeropuerto. Sin embargo, SamTrans, la agencia de tránsito del Condado San Mateo, cuenta con tres líneas (292, 397 y KX) que conectan la Terminal 2, la Terminal 3 y la Terminal Internacional con San Francisco y la parte baja de la Península de San Francisco y Palo Alto.
Una gran cantidad de furgonetas puerta a puerta, airporters, limusinas, servicio de hoteles y operadores chárter atienden al aeropuerto. Taxis con los servicios ya mencionados, se detienen en el centro de transporte de las isletas del nivel de llegadas/recogida de equipaje del aeropuerto.
Adicionalmente, China Airlines opera servicios de autobús desde Milpitas y Cupertino.

### Automóvil

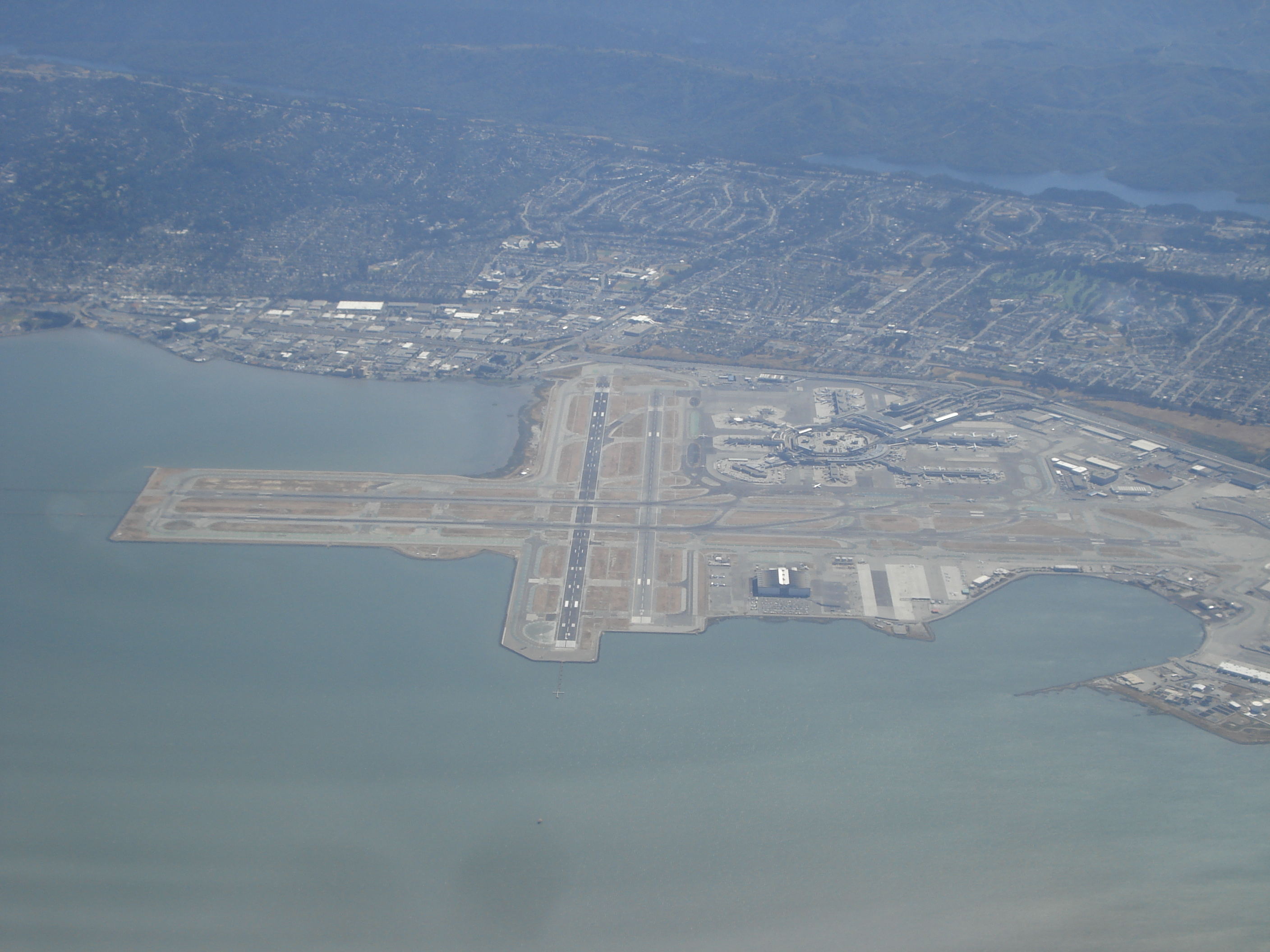
SFO con la autopista 101 al fondo.

El aeropuerto se localiza en la Ruta US 101, a 21 kilómetros (13 mi) al sur del centro de San Francisco. Se encuentra cerca del intercambio de la Ruta US 101 con la Interestatal 380, una pequeña carretera que conecta la Ruta US 101 con la Interestatal 280.
El aeropuerto prevé instalaciones para estacionamiento de corto y largo plazo. El estacionamiento de corto plazo se localiza en el área de la terminal central y dos en la zona de la terminal internacional. El estacionamiento de largo plazo se localiza en el Blvd. South Airport y en la Ave. San Bruno y es atendido por autobuses locales.
Los pasajeros también pueden estacionarse por largo plazo en algunas estaciones BART, que cuentan con cajones de estacionamiento con un permiso comprado en línea por adelantado.

### Taxi
Las salidas de taxis desde zonas designadas para taxi se localizan en islaletas del centro de las calzadas, en el nivel de llegadas/recogida de equipaje de todas las terminales.

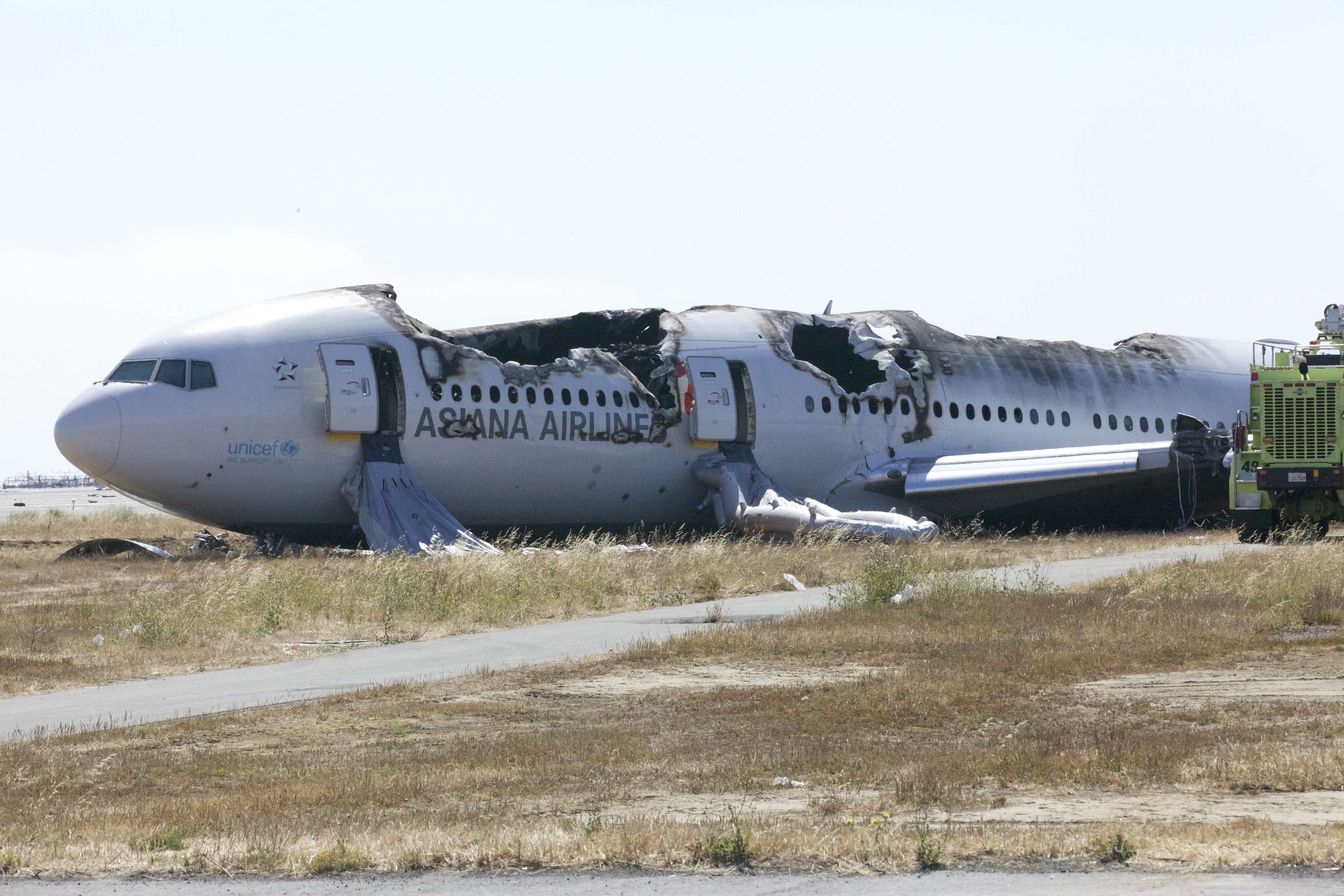
Los restos del Vuelo 214 de Asiana Airlines después de que se estrelló mientras aterrizaba el 6 de julio de 2013.

## Accidentes
- El 6 de julio de 2013 un Boeing 777 de la compañía Asiana Airlines que operaba como el vuelo 214, se accidentó al intentar aterrizar en la pista 28L del aeropuerto de San Francisco. El fuselaje de la aeronave se incendió después de impactar contra el borde de la pista, además de desprenderse la cola del aparato, resultando en una pérdida total. Tres personas que se encontraban en la parte trasera murieron debido al impacto en esa parte de la aeronave, otras 181 resultaron heridas. Los investigadores de seguridad aérea descubrieron que fue por un error de los pilotos.

## Aeropuertos cercanos
Los aeropuertos más cercanos son:
- Aeropuerto de Oakland de la Bahía de San Francisco (18 km)
- Aeropuerto Internacional de San José (48 km)
- Aeropuerto Charles M. Schulz–Condado de Sonoma (106 km)
- Aeropuerto de Carmel (123 km)
- Aeropuerto de la ciudad-condado de Modesto (125km)